# Google

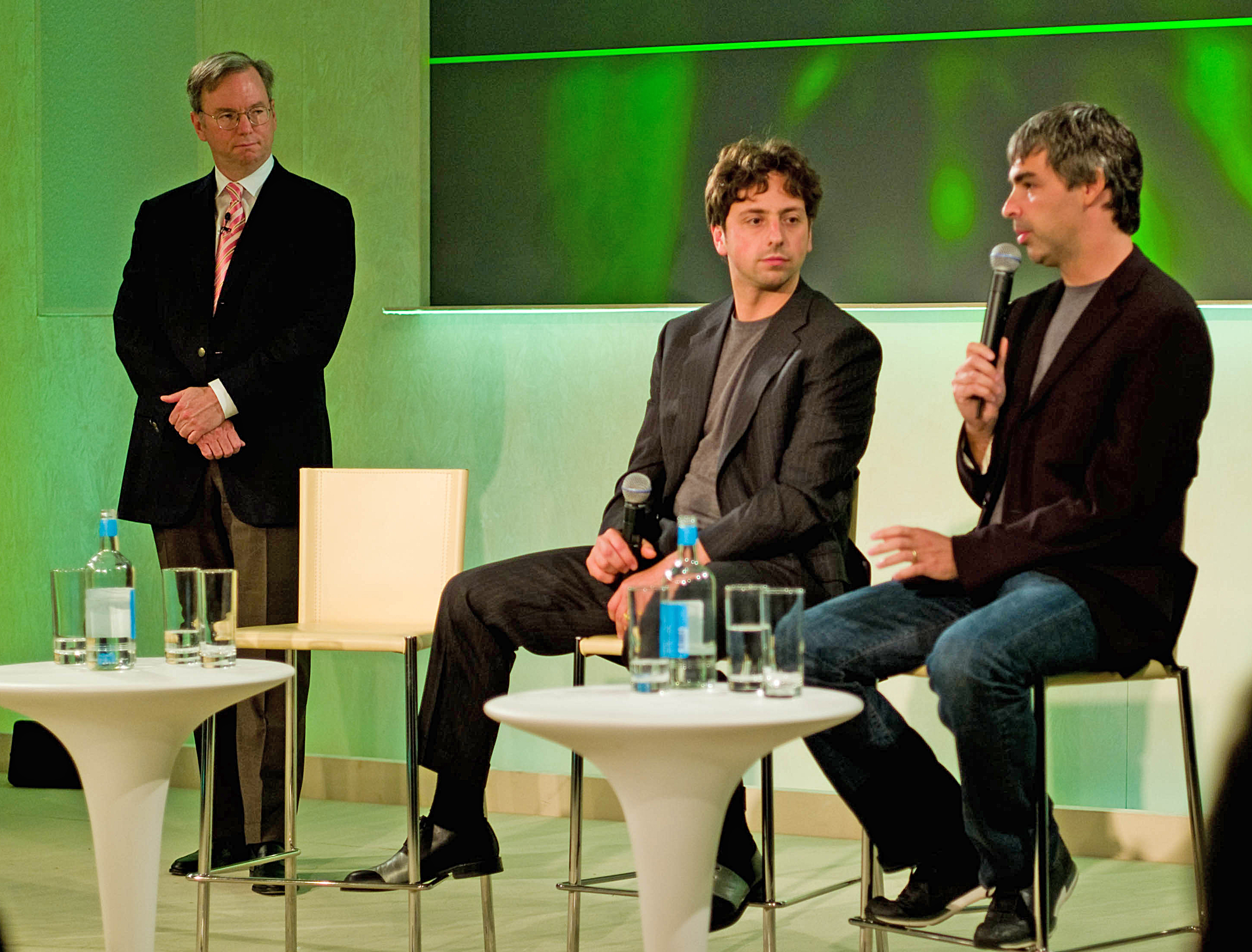
Președinte și director general pe atunci Eric Schmidt (stânga) cu co-fondatorii Sergey Brin (centru) și Larry Page (dreapta) în 2008

Google LLC (i/ˈɡuːɡəl/, GOO-ghəl) este o corporație multinațională americană și o companie de tehnologie care se concentrează pe publicitate online, tehnologia motoarelor de căutare, cloud computing, software de calculator, calcul cuantic, comerț electronic, electronice de consum și inteligență artificială (IA). A fost denumită "cea mai puternică companie din lume" și este una din cele mai valoroase mărci ale lumii datorită dominației sale pe piață, colectării de date și avansărilor tehnologice în domeniul IA. Compania părinte a Google, Alphabet Inc., este una dintre companiile de tehnologie Big Five alăuri de Amazon, Apple, Meta și Microsoft.
Google a fost fondată la 4 septembrie 1998 de informaticienii americani Larry Page și Sergey Brin în timp ce erau studenți PhD la Stanford University în California. Împreună, ei dețin aproximativ 14% din acțiunile sale cotate la bursă și controlează 56% din puterea de vot a acționarilor prin acțiuni cu super vot. Compania a devenit publică printr-o ofertă publică inițială (OPI) în 2004. În 2015, Google a fost reorganizată ca o subsidiară complet deținută a Alphabet Inc. Google este cea mai mare subsidiară a Alphabet și este un holding pentru proprietățile și interesele lui Alphabet. Sundar Pichai a fost numit director general al Google pe 24 octombrie 2015, înlocuind pe Larry Page, care a devenit director general al Alphabet. Pe 3 decembrie 2019, Pichai a fost numit de asemenea director general al Alphabet.
Compania a crescut rapid de atunci ca să ofere o mulțime de produse și servicii dincolo de Google Search, majoritatea din care au poziții dominante de piață. Aceste produse adresează o gamă mare de cazuri, inclusiv email (Gmail), navigație (Waze și Maps), cloud computing (Cloud), navigare web (Chrome), partajare video (YouTube), productivitate (Workspace), sisteme de operare (Android), stocare cloud (Drive), traducere de limbi (Translate), stocare foto (Photos), videotelefonie (Meet), casă inteligentă (Nest), smartphone-uri (Pixel), tehnologie portabilă (Pixel Watch și Fitbit), streaming de muzică (YouTube Music), video la cerere (YouTube TV), inteligență artificială (Google Assistant și Gemini), API-uri de învățare (TensorFlow), cipuri IA (TPU), și mai multe. Produse Google terminate includ gaming (Stadia), Glass, Google+, Reader, Play Music, Nexus, Hangouts și Inbox by Gmail.
Alte afaceri ale Google în afara serviciilor de internet și electronicelor de consum includ calcul cuantic (Sycamore), vehicule autonome (Waymo, fostul Google Self-Driving Car Project), orașe inteligente (Sidewalk Labs) și modele de transformare (Google DeepMind).
Google și YouTube sunt cele mai vizitate două site-uri din întreaga lume urmate de Facebook și X (cunoscut anterior ca Twitter). Google este, de asemenea, cel mai mare motor de căutare, aplicație de cartografiere și navigație, furnizor de e-mail, suită de birou, platformă video online, furnizor de stocare foto și în cloud, sistem de operare mobil, browser web, cadru de învățare automată și furnizor de asistent virtual IA din lume evaluat după cota de piață. Pe lista celor mai valoroase mărci, Google este evaluat pe locul al doilea de Forbes și locul al patrulea de Interbrand. A primit critici semnificative care implică probleme precum problemele legate de confidențialitate, evitarea impozitelor, cenzura, neutralitatea căutărilor, antitrust și abuzul de poziție de monopol.

## Servicii oferite

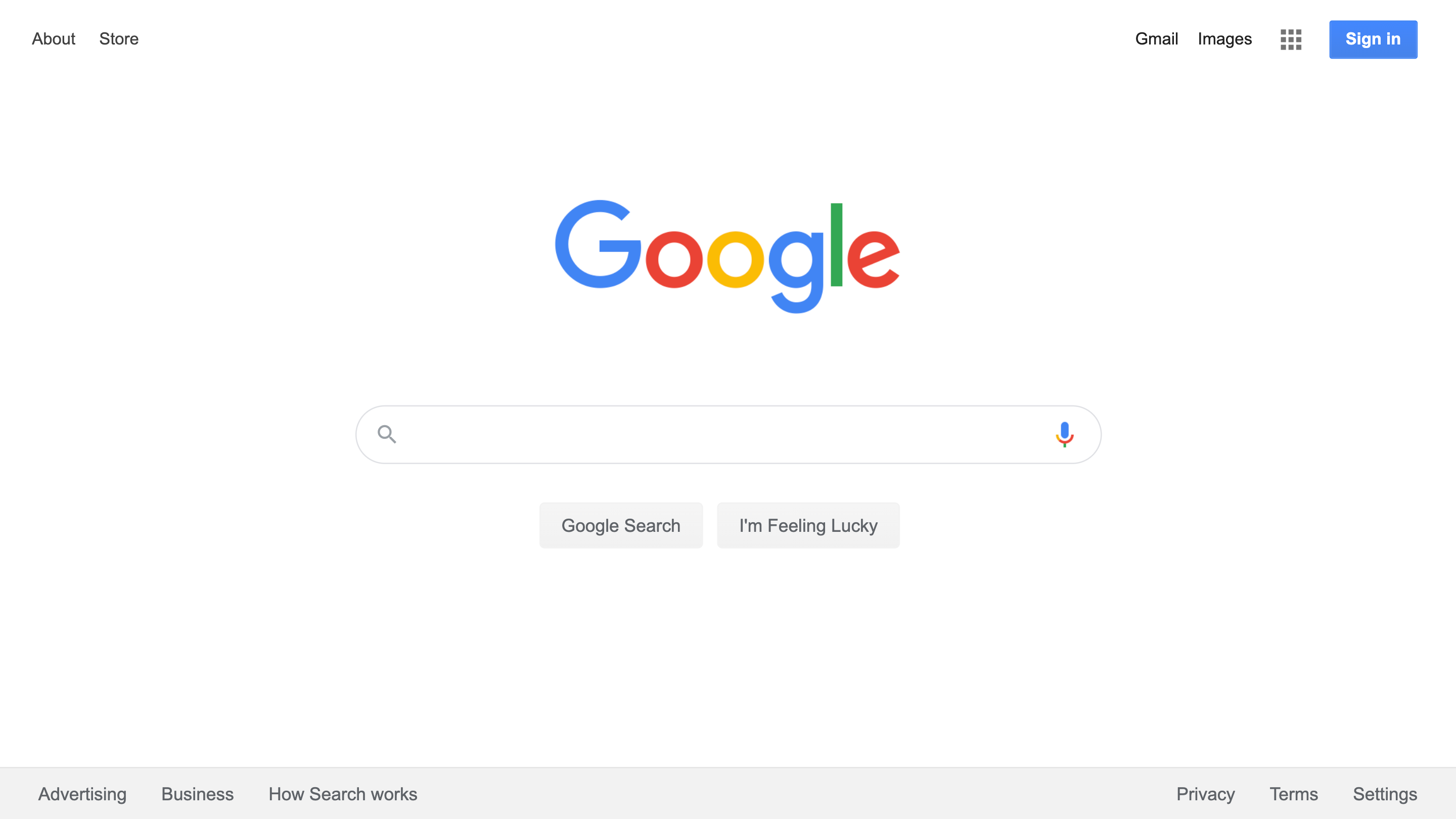
Motorul de căutare Google, înfățișând pagina principală

Pagina principală Google România înainte de 2015

- motorul de căutare pe Internet numit Google;
- Google Earth, imagini din satelit ale Pământului (înregistrate, nu live);
- Google Chrome, navigator de web (browser);
- Android, sistem de operare de tip open source pentru dispozitive mobile;
- Gmail, sistem de e-mail;
- Google Talk, client de mesagerie instantanee;
- Google Chrome OS, sistem de operare pentru dispozitive precum laptop-uri thin and light, bazat pe kernelul Linux;
- Google Wear OS (en), sistem de operare pentru smartwatch
- Google Ngram Viewer, motor de căutare care afișează grafic frecvența de folosire a unui cuvânt în cărți tipărite în intervalul 1500 - 2008;
- Google Traducere, platformă online de traducere gratuită într-o gamă largă de limbi;
- Hărți Google, o hartă a Pământului sau a altor planete;
- YouTube, un site/aplicație cu ajutorul căreia se pot viziona o mulțime de video-clipuri.
- multe altele...[care?]

## Publicitate
Google a creat servicii și instrumente atât pentru publicul larg, cât și pentru mediul de afaceri, inclusiv aplicații web, servicii de publicitate și soluții pentru agenți economici.
În declarația fiscală pe anul 2006 compania a raportat 10,492 miliarde de dolari SUA profit de pe urma serviciilor de publicitate, și doar 112 milioane dolari profit din acordarea de licențe și din alte surse. Google are abilitatea de a urmări interesele utilizatorilor de pe siturile afiliate folosind tehnologiile „dublu clic” și Google Analytics. Google AdWords permite agenților de publicitate web să afișeze anunțuri în mod automat în urma rezultatelor de căutare a informației prin motorul Google. Proprietarii de situri de tip Google AdSense pot afișa anunțuri pe propriul site și au dreptul de a încasa bani pentru fiecare anunț accesat.
În 2011, 96% din veniturile lui Google proveneau din publicitate.

## Istoric

### Primii ani
Google a început în luna ianuarie a anului 1996 ca un proiect de cercetare inițiat de Larry Page și Sergey Brin, în timp ce ambii erau doctoranzi la Universitatea Stanford din California. Proiectul a implicat inițial un „al treilea fondator” neoficial, Scott Hassan, programatorul principal original care a scris mare parte din codul motorului de căutare Google original, dar acesta a plecat înainte ca Google să fie oficial înființat ca o companie. Hassan a continuat să urmeze o carieră în robotică și a fondat compania Willow Garage în anul 2006.
În timp ce alte motoare de căutare clasificau rezultatele prin numărarea de câte ori apăreau termenii de căutare pe pagină, ei au gandit un sistem mai bun care să analizeze relațiile dintre site-uri. Ei au numit acest algoritm PageRank; acesta determina relevanța unui site web prin numărul de pagini și importanța acestor pagini care făceau legătura înapoi la site-ul original. Page și-a expus ideile lui Hassan, care a început să scrie codul pentru a implementa ideile lui Page.

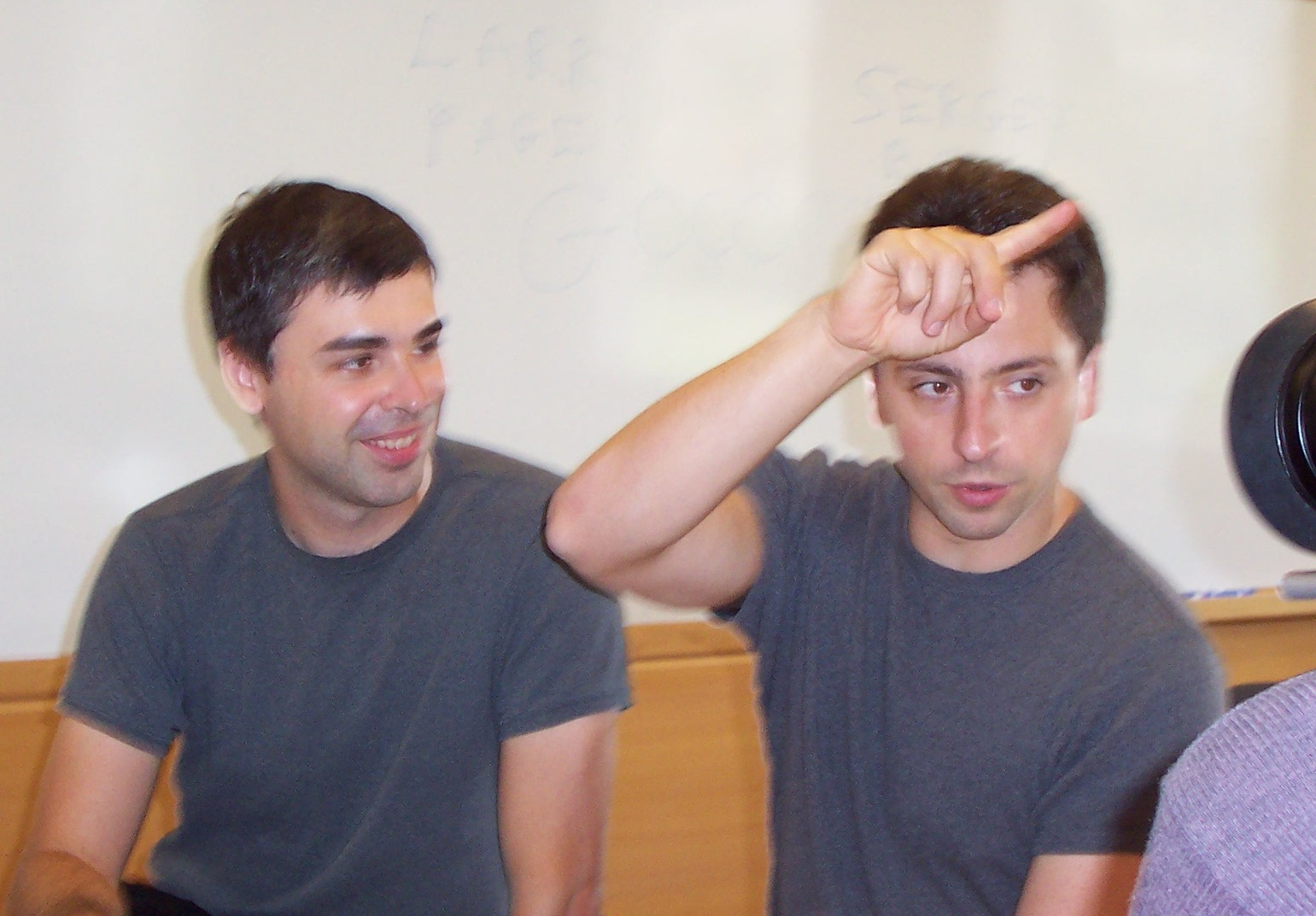
Larry Page și Sergey Brin în anul 2003

Page și Brin au poreclit inițial noul motor de căutare „BackRub”, deoarece sistemul verifica link-urile înapoi pentru a estima importanța unui site. Hassan, precum și Alan Steremberg, au fost menționați de Page și Brin ca fiind critici în dezvoltarea Google. Rajeev Motwani și Terry Winograd au colaborat ulterior cu Page și Brin la primul articol despre proiect, descriind PageRank și prototipul inițial al motorului de căutare Google, publicat în 1998. Héctor García-Molina și Jeffrey Ullman au fost, de asemenea, menționați ca contribuitori la proiect.
În cele din urmă, au schimbat numele în Google; numele motorului de căutare a fost o greșeală de scriere a cuvântului „googol”, un număr foarte mare scris 10^100 (1 urmat de 100 de zerouri), ales pentru a semnifica faptul că motorul de căutare era destinat să furnizeze cantități mari de informații.
Google a fost inițial finanțată printr-o investiție din august 1998 în valoare de 100.000 de dolari din partea lui Andy Bechtolsheim, cofondator al Sun Microsystems. Această investiție inițială a servit drept motivație pentru a înființa compania. Page și Brin s-au adresat inițial lui David Cheriton pentru sfaturi, știind că avea experiență în startup-uri, având de curând vândut compania pe care a cofondat-o, Granite Systems, către Cisco pentru 220 de milioane de dolari. David a aranjat o întâlnire cu Page și Brin și cofondatorul său de la Granite, Andy Bechtolsheim. Întâlnirea a fost programată pentru ora 8 dimineața, pe veranda casei lui David în Palo Alto și a trebuit să fie scurtă pentru că Andy avea o altă întâlnire la Cisco, unde lucra acum după achiziție. Andy a testat pe scurt o demonstrație a site-ului web, i-a plăcut ce a văzut, și apoi s-a întors la mașină să ia cecul. Mai târziu, David Cheriton s-a alăturat și el cu o investiție de 250.000 de dolari.
Google a primit bani de la doi alți investitori îngeri în 1998: fondatorul Amazon.com, Jeff Bezos, și antreprenorul Ram Shriram. Page și Brin s-au adresat mai întâi lui Shriram, care era un capitalist de risc, pentru finanțare și sfaturi, și Shriram a investit 250.000 de dolari în Google în februarie 1998. Shriram îl cunoștea pe Bezos pentru că Amazon achiziționase Junglee, la care Shriram era președinte. A fost Shriram care i-a spus lui Bezos despre Google. Bezos l-a întrebat pe Shriram să se întâlnească cu fondatorii Google și s-au întâlnit șase luni după ce Shriram făcuse investiția sa, când Bezos și soția sa erau într-o vacanță în zona de la malul mării. Runda inițială de finanțare a Google fusese deja închisă formal, dar statutul lui Bezos ca CEO al Amazonului a fost suficient pentru a-i convinge pe Page și Brin să prelungească runda și să accepte investiția sa.
Prin intermediul acestor investitori inițiali, prieteni și familie, Google a strâns aproximativ 1.000.000 de dolari, ceea ce le-a permis să-și deschidă primul lor sediu în Menlo Park, California. Craig Silverstein, un coleg doctorand la Stanford, a fost primul angajat.
După câteva investiții suplimentare, mai mici, de la sfârșitul anului 1998 până la începutul anului 1999, o nouă rundă de finanțare de 25 de milioane de dolari a fost anunțată pe 7 iunie 1999, cu investitori majori incluzând firmele de capital de risc Kleiner Perkins și Sequoia Capital. Ambele firme erau inițial reticente să investească împreună în Google, deoarece fiecare dorea să-și păstreze un procent mai mare de control asupra companiei. Larry și Sergey, însă, au insistat în a primi investiții de la ambele părți. Ambele companii de capital de risc au convenit în cele din urmă să investească fiecare 12,5 milioane de dolari, datorită credinței lor în potențialul mare al Google și prin medierea investitorilor îngeri anteriori Ron Conway și Ram Shriram, care aveau contacte în companiile de capital de risc.

### Creștere

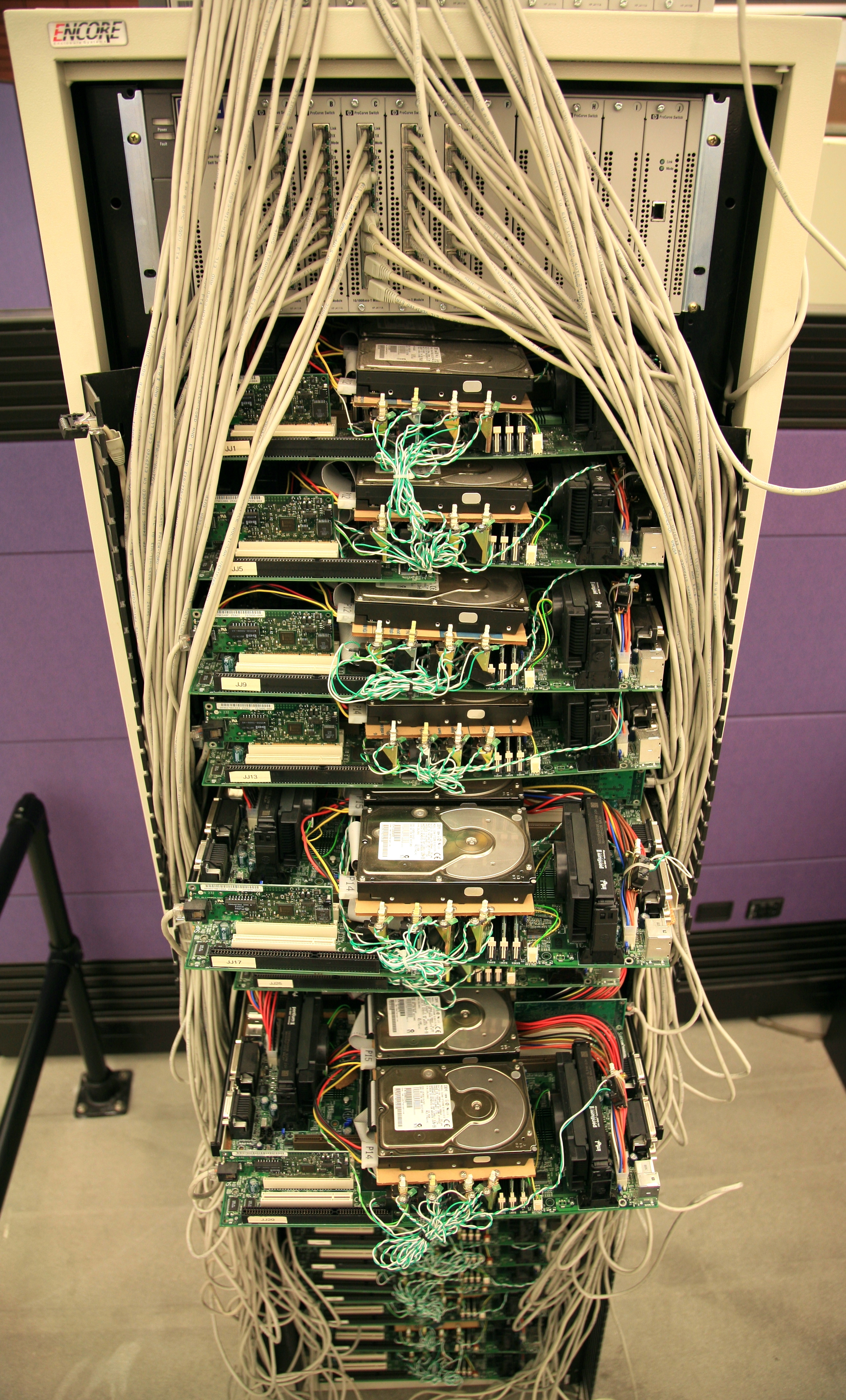
Primul server Google

În luna martie a anului 1999, compania și-a mutat birourile în Palo Alto, California, care este gazda mai multor start-up-uri tehnologice de renume din Silicon Valley. În anul următor, Google a început să vândă reclame asociate cu cuvintele cheie de căutare, în ciuda opoziției inițiale a lui Page și Brin față de un motor de căutare finanțat prin publicitate. Pentru a menține un design de pagină neîncărcat, reclamele erau exclusiv textuale. În iunie 2000, s-a anunțat că Google va deveni furnizorul implicit de motor de căutare pentru Yahoo!, unul dintre cele mai populare site-uri din acea perioadă, înlocuind Inktomi.
În anul 2003, după ce a crescut dincolo de alte două locații, compania a închiriat un complex de birouri de la Silicon Graphics, situat pe 1600 Amphitheatre Parkway în Mountain View, California. Complexul a devenit cunoscut sub numele de Googleplex. Trei ani mai târziu, Google a cumpărat proprietatea de la SGI pentru 319 milioane de dolari. Până atunci, numele "Google" își găsise locul în limbajul cotidian, determinând adăugarea verbului "google" în dicționarele Merriam-Webster Collegiate și Oxford English, definit ca: "a utiliza motorul de căutare Google pentru a obține informații de pe Internet". Prima utilizare a verbului la televizor a apărut într-un episod din octombrie 2002 al serialului Buffy the Vampire Slayer.
În plus, în anul 2001, investitorii Google au simțit nevoia de a avea o conducere internă puternică și au convenit să-l angajeze pe Eric Schmidt în calitate de președinte și CEO al Google. Eric a fost propus de John Doerr de la Kleiner Perkins. Acesta încercase să găsească un CEO acceptabil pentru Sergey și Larry timp de câteva luni, dar aceștia au respins mai mulți candidați pentru că doreau să-și păstreze controlul asupra companiei. Michael Moritz de la Sequoia Capital la un moment dat chiar a amenințat, solicitându-le lui Google să își plătească imediat înapoi investiția de 12,5 milioane de dolari dacă nu își îndeplineau promisiunea de a angaja un director executiv, care fusese făcută verbal în timpul negocierilor de investiții. Eric nu era inițial entuziasmat să se alăture Google, deoarece potențialul complet al companiei nu fusese încă recunoscut pe scară largă la momentul respectiv, iar el era ocupat cu responsabilitățile sale la Novell, unde era CEO. Ca parte a angajării sale, Eric a fost de acord să cumpere 1 milion de dolari din acțiunile preferențiale Google ca modalitate de a-și arăta angajamentul și de a furniza fondurile de care avea nevoie Google.

### Oferta publică inițială

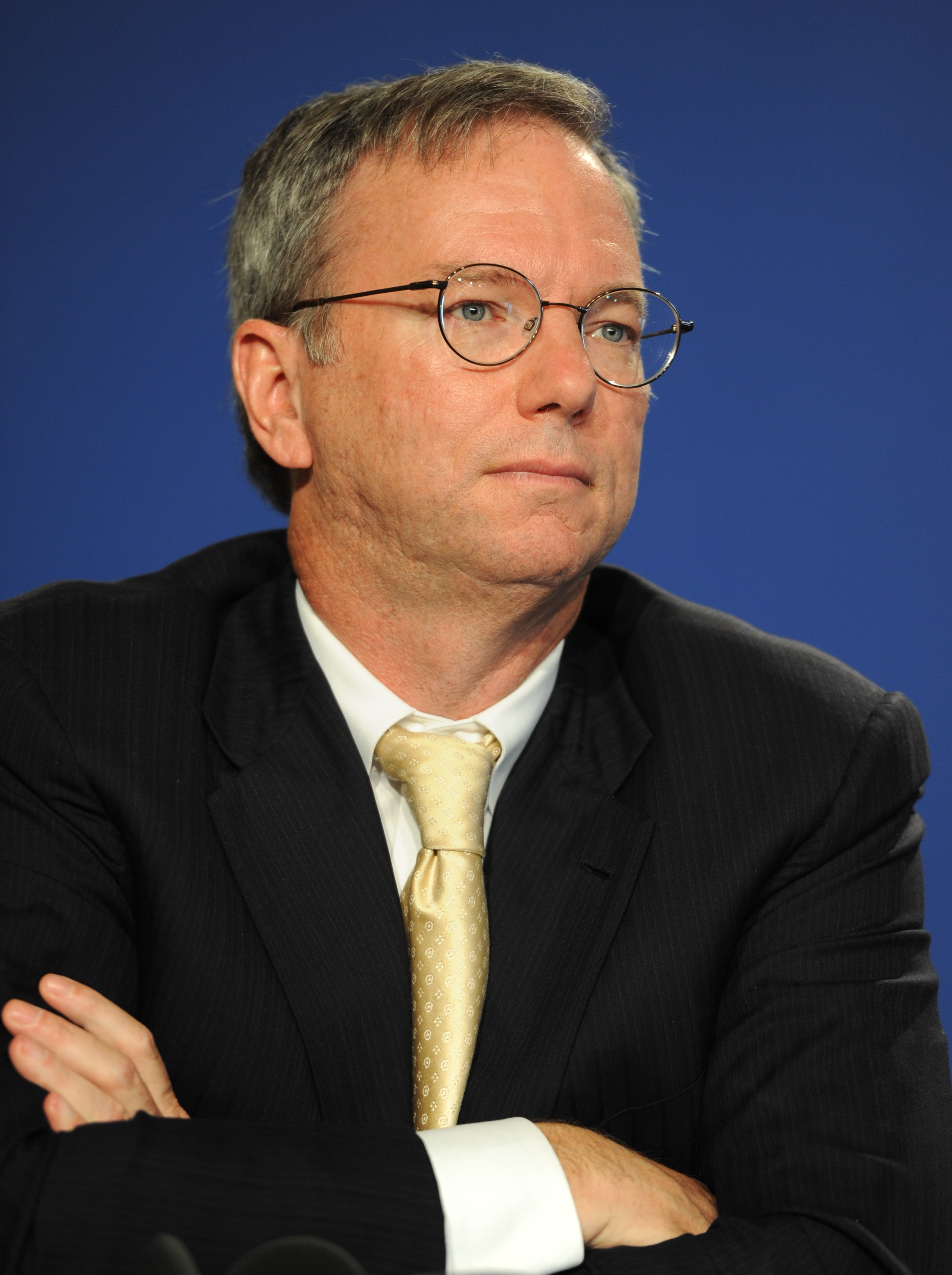
Eric Schmidt, CEO al Google din 2001 până în 2011

La 19 august 2004, Google a devenit o companie publică printr-o ofertă publică inițială. În acel moment, Page, Brin și Schmidt au convenit să lucreze împreună la Google timp de 20 de ani, până în anul 2024. Compania a oferit 19.605.052 de acțiuni la un preț de 85 de dolari pe acțiune. Acțiunile au fost vândute în format de licitație online folosind un sistem construit de Morgan Stanley și Credit Suisse.
Pe 13 noiembrie 2006, Google a achiziționat YouTube pentru 1,65 miliarde de dolari în acțiuni Google. Pe 20 iulie 2007, Google a oferit 4,6 miliarde de dolari pentru licitația de spectru wireless de către FCC. Pe 11 martie 2008, Google a achiziționat DoubleClick pentru 3,1 miliarde de dolari, transferând către Google relațiile valoroase pe care DoubleClick le avea cu editorii web și agențiile de publicitate. Până în 2011, Google gestiona aproximativ 3 miliarde de căutări pe zi. Pentru a gestiona această sarcină de lucru, Google a construit 11 centre de date în întreaga lume, fiecare cu mai multe mii de servere. Aceste centre de date au permis Google să gestioneze mai eficient sarcina de lucru în continuă schimbare.
În luna mai a anului 2011, numărul de vizitatori unici lunar pe Google a depășit pentru prima dată un miliard. În luna mai a anului 2012, Google a achiziționat Motorola Mobility pentru 12,5 miliarde de dolari, în cea mai mare achiziție a sa până în acel moment. Această achiziție a fost făcută în parte pentru a ajuta Google să obțină portofoliul considerabil de patente al Motorola privind telefoanele mobile și tehnologiile wireless, pentru a ajuta la protejarea Google în disputele sale continue privind patentele cu alte companii, în principal Apple și Microsoft.

### Din anul 2012 pana în prezent

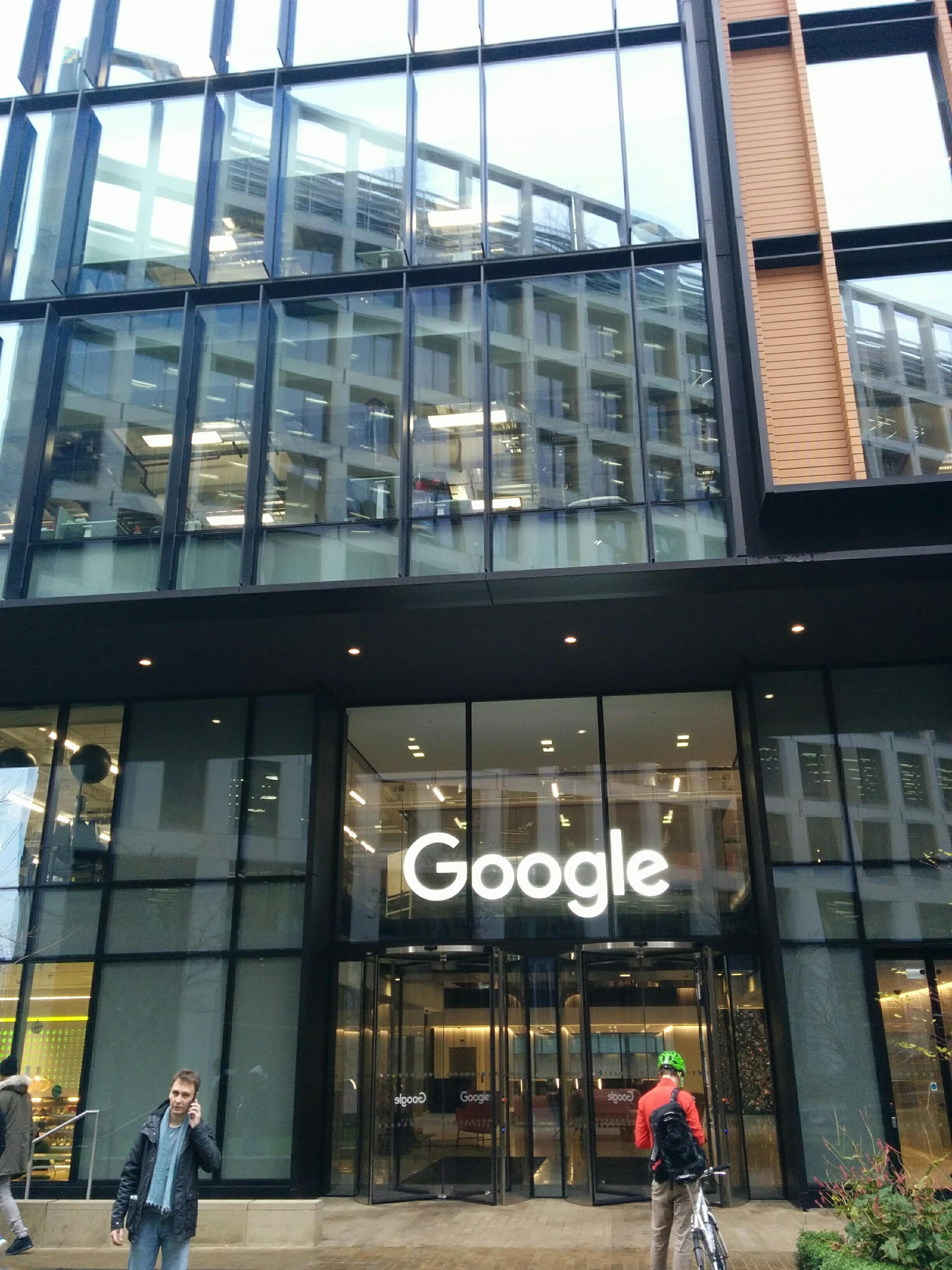
Intrarea sediului Google Londra

În luna iunie a anului 2013, Google a achiziționat Waze pentru 966 de milioane de dolari. Deși Waze avea să rămână o entitate independentă, caracteristicile sale sociale, cum ar fi platforma sa de localizare colaborativă, erau integrate între Waze și Google Maps, serviciul propriu de cartografiere al Google-ului.
La 26 ianuarie 2014, Google a anunțat că a convenit să achiziționeze DeepMind Technologies, o companie privată de inteligență artificială din Londra. Site-ul de știri despre tehnologie, Recode, a raportat că compania a fost achiziționată pentru 400 de milioane de dolari, însă sursa informației nu a fost dezvăluită. Un purtător de cuvânt al Google a refuzat să comenteze prețul. Achiziționarea DeepMind ajută la creșterea recentă a Google în comunitatea de inteligență artificială și robotică. 
Potrivit raportului anual Best Global Brands al Interbrand, Google a fost a doua marcă cea mai valoroasă din lume (în spatele Apple Inc.) în anii 2013, 2014, 2015 și 2016, cu o evaluare de 133 de miliarde de dolari.
Pe 10 august 2015, Google a anunțat planurile de a reorganiza diversele sale interese sub forma unui conglomerat numit Alphabet Inc. Google a devenit cea mai mare subsidiară a Alphabet și compania umbrelă pentru interesele pe Internet ale Alphabet. La finalizarea restructurării, Sundar Pichai a devenit CEO al Google, înlocuindu-l pe Larry Page, care a devenit CEO al Alphabet.
Pe 8 august 2017, Google l-a concediat pe angajatul James Damore după ce acesta a distribuit un memorandum în întreaga companie în care argumenta că există și factori biologici, nu doar discriminare, care fac ca femeia medie să fie mai puțin interesată decât bărbații de poziții tehnice. CEO-ul Google, Sundar Pichai, l-a acuzat pe Damore că a încălcat politica companiei prin "promovarea stereotipurilor dăunătoare de gen în locul nostru de muncă", iar acesta a fost concediat în aceeași zi.
Între anii 2018 și 2019, tensiunile între conducerea companiei și angajații săi au escaladat pe măsură ce personalul a protestat împotriva deciziilor companiei privind hărțuirea sexuală internă, Dragonfly, un motor de căutare cenzurat chinezesc, și Proiectul Maven, o inteligență artificială pentru drone militare, care erau văzute ca domenii de creștere a veniturilor pentru companie. Pe 25 octombrie 2018, The New York Times a publicat dezvăluirea "Cum Google l-a protejat pe Andy Rubin, «Tatăl Androidului»". Compania a anunțat ulterior că "48 de angajați au fost concediați în ultimii doi ani" pentru comportament sexual inadecvat. Pe 1 noiembrie 2018, peste 20.000 de angajați și contractanți Google au organizat o grevă globală pentru a protesta împotriva modului în care compania a gestionat plângerile privind hărțuirea sexuală. CEO-ul Sundar Pichai a fost raportat că susține protestele.
Pe 19 martie 2019, Google a anunțat că va intra pe piața jocurilor video, lansând o platformă de jocuri în cloud numită Google Stadia.
Pe 3 iunie 2019, Departamentul de Justiție al Statelor Unite a anunțat că va investiga Google pentru încălcări ale legislației antitrust. Acest lucru a dus la depunerea unei acțiuni antitrust în octombrie 2020, pe motiv că compania ar fi abuzat o poziție de monopol în piețele de căutare și publicitate pe căutare.
În luna decembrie a anului 2019, fostul director de operare al PayPal, Bill Ready, a devenit noul șef al comerțului Google. Rolul lui Ready nu va fi implicat direct în Google Pay.
În luna aprilie a anului 2020, din cauza pandemiei de COVID-19, Google a anunțat mai multe măsuri de reducere a costurilor. Astfel de măsuri au inclus încetinirea procesului de recrutare pentru restul anului 2020, cu excepția unui număr mic de domenii strategice, recalibrarea accentului și ritmului investițiilor în domenii precum centrele de date și mașinile, și reducerea cheltuielilor pentru marketing și călătorii care nu sunt esențiale pentru afaceri. De asemenea, majoritatea angajaților lucrau de acasă din cauza pandemiei de COVID-19, iar succesul acestei practici a dus chiar la anunțul făcut de Google că vor transforma permanent unele dintre locurile lor de muncă în munca de acasă.
Întreruperile serviciilor Google din 2020 au afectat serviciile Google: una în august care a afectat Google Drive printre altele, una în noiembrie care a afectat YouTube și una în decembrie care a afectat întreaga suită de aplicații Google. Toate cele trei întreruperi au fost rezolvate în câteva ore.
În anul 2021, a fost înființat Sindicatul Muncitorilor Alphabet, compus în mare parte din angajații Google.
În luna ianuarie a anului 2021, Guvernul Australian a propus o legislație care ar obliga Google și Facebook să plătească companiilor media pentru dreptul de a folosi conținutul lor. În replică, Google a amenințat că va închide accesul la motorul său de căutare în Australia.
În luna martie a anului 2021, se spune că Google a plătit 20 de milioane de dolari pentru portările Ubisoft pe Google Stadia.
În luna aprilie a anului 2021, The Wall Street Journal a raportat că Google a desfășurat un program pe parcursul mai multor ani numit "Proiectul Bernanke", care a utilizat date din licitațiile publicitare anterioare pentru a obține un avantaj față de serviciile de publicitate concurente. Aceasta a fost dezvăluită în documente referitoare la acțiunea în justiție antitrust depusă de zece state americane împotriva Google în decembrie.
În luna septembrie a anului 2021, guvernul australian a anunțat planuri de a limita capacitatea Google de a vinde anunțuri targetate, afirmând că compania are un monopol pe piață, afectând editorii, advertiserii și consumatorii.
În 2022, Google a început să accepte cereri pentru eliminarea numerelor de telefon, adreselor fizice și adreselor de email din rezultatele căutării sale. În trecut, a acceptat cereri pentru eliminarea doar a datelor confidențiale, cum ar fi numerele de asigurare socială, numerele de cont bancar și de card de credit, semnăturile personale și înregistrările medicale. Chiar și cu noua politică, Google poate elimina informații doar din anumite căutări.
În luna mai a anului 2022, Google a anunțat că a achiziționat start-up-ul Raxium, cu sediul în California, specializat în dezvoltarea și fabricarea tehnologiei de afișare MicroLED. Raxium urmează să se alăture echipei de Dispozitive și Servicii a Google pentru a contribui la dezvoltarea micro-opticii, integrării monolitice și integrării sistemelor.
La începutul anului 2023, în urma succesului ChatGPT și a preocupărilor că Google era în urma în cursa de inteligență artificială, conducerea superioară a Google a emis un "cod roșu" și o "directivă conform căreia toate produsele sale cele mai importante - cele cu peste un miliard de utilizatori - trebuie să integreze inteligența artificială generativă în câteva luni".
La începutul lunii mai a anului 2023, Google a anunțat planurile sale de a construi două centre de date suplimentare în Ohio. Aceste centre, care vor fi construite în Columbus și Lancaster, vor alimenta instrumentele companiei, inclusiv tehnologia AI. Hub-ul de date menționat se va adăuga la centrul deja operațional din apropierea Columbusului, aducând investiția totală a Google în Ohio la peste 2 miliarde de dolari.

## Produse și servicii

### Motor de căutare
Google indexează miliarde de pagini web pentru a permite utilizatorilor să caute informațiile pe care le doresc prin utilizarea cuvintelor cheie și a operatorilor. Potrivit cercetării de piață comScore din noiembrie 2009, Google Search este motorul de căutare dominant pe piața din Statele Unite, cu o cotă de piață de 65,6%. În luna mai a anului 2017, Google a activat o nouă filă "Personală" în Google Search, permițând utilizatorilor să caute conținut în diferitele servicii ale conturilor lor Google, inclusiv mesaje de email din Gmail și fotografii din Google Photos.
Google a lansat serviciul său Google News în anul 2002, un serviciu automatizat care sintetizează articolele de știri din diverse site-uri web. Google găzduiește, de asemenea, Google Books, un serviciu care caută textul din cărțile din baza sa de date și afișează previzualizări limitate sau întreaga carte, în cazul în care este permis.
Google și-a extins serviciile de căutare pentru a include shopping (lansat inițial sub numele de Froogle în 2002), finanțe (lansat în 2006) și zboruri (lansat în 2011).

### Servicii pentru consumatori

#### Servicii bazate pe web
Google oferă Gmail pentru e-mail, Google Calendar pentru gestionarea timpului și programări, Google Maps pentru hărți, navigare și imagini prin satelit, Google Drive pentru stocarea în cloud a fișierelor, Google Docs, Sheets și Slides pentru productivitate, Google Photos pentru stocarea și partajarea fotografiilor, Google Keep pentru notițe, Google Translate pentru traducerea limbilor, YouTube pentru vizionare și partajare de videoclipuri, Google My Business pentru gestionarea informațiilor publice despre afaceri, și Duo pentru interacțiune socială. În luna martie a anului 2019, Google a dezvăluit un serviciu de jocuri în cloud numit Stadia. Există și un produs de căutare de locuri de muncă care există de dinainte de 2017, Google for Jobs este o funcție de căutare îmbunătățită care agregă listările de pe site-urile de recrutare și de carieră. Unele servicii Google nu sunt bazate pe web. Google Earth, lansat în 2005, permite utilizatorilor să vadă imagini satelitare de înaltă definiție din întreaga lume gratuit printr-un software client descărcat pe calculatoarele lor.

#### Software
Google dezvoltă sistemul de operare mobil Android, precum și variantele sale pentru ceasuri inteligente, televizoare, mașini și dispozitive inteligente conectate la Internet of Things. De asemenea, dezvoltă browserul web Google Chrome și ChromeOS, un sistem de operare bazat pe Chrome.

#### Hardware

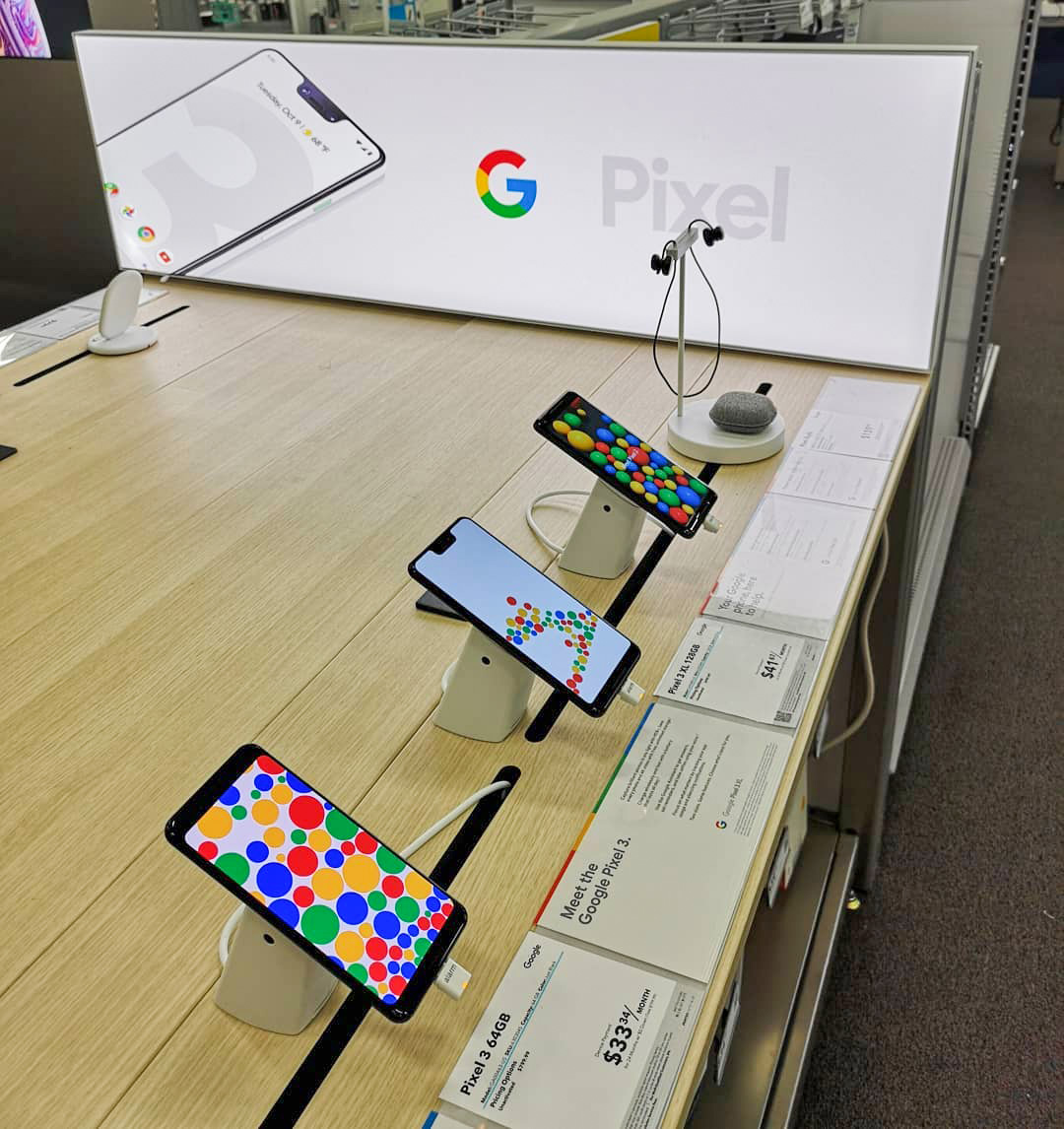
Telefoane Google Pixel

În luna ianuarie a anului 2010, Google a lansat Nexus One, primul telefon Android sub propria sa marcă. Acesta a generat o serie de telefoane și tablete sub marca "Nexus" până la întreruperea sa în 2016, fiind înlocuit cu o nouă marcă numită Pixel.
În anul 2011, a fost introdus Chromebook-ul, care rulează pe ChromeOS.
În luna iulie a anului 2013, Google a introdus aplicația Chromecast, care permite utilizatorilor să transmită conținut de pe telefoanele lor inteligente către televizoare.
În luna iunie a anului 2014, Google a anunțat Google Cardboard, un simplu vizualizator din carton care permite utilizatorului să își plaseze smartphone-ul într-un compartiment special frontal pentru a vizualiza conținut media de realitate virtuală (VR).

### Servicii pentru întreprinderi
Google Workspace (anterior cunoscut sub numele de G Suite până în octombrie 2020) este o ofertă de abonament lunar pentru organizații și afaceri pentru a avea acces la o colecție de servicii Google, inclusiv Gmail, Google Drive și Google Docs, Google Sheets și Google Slides, împreună cu instrumente administrative suplimentare, nume de domeniu unice și suport 24/7.
La 24 septembrie 2012, Google a lansat Google for Entrepreneurs, un incubator de afaceri în mare parte non-profit care oferă startup-urilor spații de lucru partajate cunoscute sub numele de Campuses, cu asistență pentru fondatorii de startup-uri care poate include ateliere, conferințe și mentorate. În prezent, există șapte locații Campus: Berlin, Londra, Madrid, Seul, São Paulo, Tel Aviv și Varșovia.
La 15 martie 2016, Google a anunțat introducerea Google Analytics 360 Suite, "un set de produse integrate de analiză a datelor și marketing, concepute special pentru nevoile marketerilor de clasă enterprise", care poate fi integrat cu BigQuery pe platforma Google Cloud. Printre altele, suitea este concepută pentru a ajuta "marketerii de clasă enterprise" să "vadă întreaga călătorie a clienților", să genereze "insights utile" și să "livreze experiențe captivante persoanelor potrivite". Jack Marshall de la The Wall Street Journal a scris că suita concurează cu ofertele existente de marketing cloud ale companiilor, inclusiv Adobe, Oracle, Salesforce și IBM.

### Servicii de internet
În luna februarie a anului 2010, Google a anunțat proiectul Google Fiber, cu planuri experimentale de a construi o rețea de bandă largă ultra-rapidă pentru 50.000 până la 500.000 de clienți în una sau mai multe orașe americane. După restructurarea corporativă a Google pentru a face din Alphabet Inc. compania sa mamă, Google Fiber a fost transferat în divizia Access a Alphabet.
În luna aprilie a anului 2015, Google a anunțat Project Fi, un operator de rețea virtuală mobilă, care combină rețelele Wi-Fi și celulare de la diferiți furnizori de telecomunicații într-un efort de a permite conectivitate fără întreruperi și semnal internet rapid.

### Servicii financiare
În luna august a anului 2023, Google a devenit prima mare companie tech care s-a alăturat OpenWallet Foundation, lansată mai devreme în acel an, al cărei obiectiv era crearea de software open-source pentru portofele digitale interoperabile.

## Afaceri corporative

### Performanța prețului acțiunilor și câștigurile trimestriale
Oferta publică inițială (IPO) a Google a avut loc pe 19 august 2004. La IPO, compania a oferit 19.605.052 de acțiuni la un preț de 85 dolari pe acțiune. Vânzarea de 1,67 miliarde de dolari a dat Google o capitalizare de piață de peste 23 miliarde de dolari. Acțiunile au avut o performanță bună după IPO, atingând pentru prima dată valoarea de 350 de dolari pe 31 octombrie 2007, în principal datorită vânzărilor și câștigurilor solide în piața de publicitate online. Creșterea prețului acțiunilor a fost alimentată în principal de investitorii individuali, spre deosebire de investitorii instituționali mari și fondurile mutuale. Acțiunile GOOG s-au divizat în acțiuni de clasă C GOOG și acțiuni de clasă A GOOGL. Compania este listată la bursa de valori NASDAQ sub simbolurile bursiere GOOGL și GOOG, și la Bursa de Valori din Frankfurt sub simbolul bursier GGQ1. Aceste simboluri bursiere se referă acum la Alphabet Inc., compania deținătoare a Google, începând cu al patrulea trimestru al anului 2015.
În al treilea trimestru al anului 2005, Google a raportat o creștere a profitului de 700%, în mare parte datorită marilor companii care și-au schimbat strategiile de publicitate de la ziare, reviste și televiziune la internet.
Pentru anul fiscal 2006, compania a raportat venituri totale din publicitate de 10,492 miliarde de dolari și doar 112 milioane de dolari din licențiere și alte venituri. În 2011, 96% din veniturile Google au provenit din programele sale de publicitate.
Google a generat 50 de miliarde de dolari în venituri anuale pentru prima dată în 2012, generând 38 de miliarde de dolari în anul precedent. În ianuarie 2013, fostul CEO Larry Page a comentat: "Am încheiat 2012 cu un trimestru puternic ... Veniturile au crescut cu 36% față de anul anterior și cu 8% față de trimestrul anterior. Și am atins 50 de miliarde de dolari în venituri pentru prima dată anul trecut - nu este un rezultat rău pentru doar un deceniu și jumătate."
Veniturile consolidate ale Google pentru al treilea trimestru al anului 2013 au fost raportate la mijlocul lunii octombrie 2013 ca fiind de 14,89 miliarde de dolari, o creștere de 12% în comparație cu trimestrul anterior. Afacerea pe internet a Google a fost responsabilă pentru 10,8 miliarde dolari din acest total, cu o creștere a numărului de clicuri ale utilizatorilor pe anunțuri. Până în ianuarie 2014, capitalizarea de piață a Google crescuse la 397 miliarde de dolari.

### Strategii de evitare a impozitelor
Google folosește diverse strategii de evitare a impozitelor. În lista celor mai mari companii de tehnologie după venituri, plătește cele mai mici taxe către țările de origine ale veniturilor sale. Între anii 2007 și 2010, Google a economisit 3,1 miliarde de dolari în impozite prin transferul profiturilor non-U.S. prin Irlanda și Olanda, apoi către Bermuda. Astfel de tehnici îi scad rata de impozitare non-U.S. la 2,3%, în timp ce în mod normal rata impozitului pe profit în, de exemplu, Marea Britanie este de 28%. Acest lucru a declanșat o investigație franceză în practicile de stabilire a prețurilor de transfer ale Google în 2012.
În anul 2020, Google a declarat că a revizuit în mod semnificativ structura sa fiscală globală controversată și a consolidat toate proprietățile sale intelectuale înapoi în Statele Unite.
Vicepreședintele Google, Matt Brittin, a depus mărturie în fața Comitetului de Conturi Publice al Camerei Comunelor din Marea Britanie că echipa sa de vânzări din Marea Britanie nu a realizat nicio vânzare și, prin urmare, nu datorează niciun impozit pe vânzări Marii Britanii. În ianuarie 2016, Google a ajuns la un acord cu Marea Britanie pentru a plăti 130 de milioane de lire sterline în impozite restante, plus impozite mai mari în viitor. În 2017, Google a direcționat 22,7 miliarde de dolari din Olanda către Bermuda pentru a-și reduce factura fiscală.
În anul 2013, Google s-a clasat pe locul 5 în cheltuielile de lobby, față de locul 213 în anul 2003. În anul 2012, compania s-a clasat pe locul 2 în donații de campanie pentru sectoarele tehnologiei și internetului.

### Identitate corporativă
Numele "Google" provine dintr-o greșeală de ortografie a cuvântului "googol", care se referă la numărul reprezentat de un 1 urmat de o sută de zerouri. Page și Brin scriu în lucrarea lor originală despre PageRank: "Am ales numele sistemului nostru, Google, pentru că este o ortografiere comună a cuvântului googol, sau 10100, și se potrivește bine cu obiectivul nostru de a construi motoare de căutare la scară foarte mare." Cu timpul, cuvântul "google" a devenit din ce în ce mai folosit în limbajul cotidian, iar verbul "a googli" a fost adăugat în dicționarele Merriam Webster Collegiate și Oxford English în 2006, cu sensul de "a folosi motorul de căutare Google pentru a obține informații de pe internet". Misiunea Google, de la început, a fost "să organizeze informațiile lumii și să le facă universal accesibile și utile", iar sloganul său neoficial este "Nu fi rău". În octombrie 2015, un motto asociat a fost adoptat în codul de conduită corporativă al Alphabet prin fraza: "Fă lucrul corect". Motto-ul original a fost păstrat în codul de conduită al Google, acum o filială a Alphabet.
Logo-ul original Google a fost proiectat de Sergey Brin. Din 1998, Google a început să creeze logouri alternative speciale și temporare pentru a le plasa pe pagina lor de start, destinate să sărbătorească sărbători, evenimente, realizări și persoane. Primul Google Doodle a fost în onoarea Festivalului Burning Man din 1998. Doodle-ul a fost proiectat de Larry Page și Sergey Brin pentru a notifica utilizatorii despre absența lor în cazul în care serverele ar fi căzut. Doodle-urile ulterioare Google au fost proiectate de un contractor extern, până când Larry și Sergey l-au rugat pe internul de atunci, Dennis Hwang, să proiecteze un logo pentru Ziua Bastiliei în 2000. Începând din acel moment, Doodle-urile au fost organizate și create de o echipă de angajați numită "Doodlers".
Google are o tradiție de a crea glume de 1 aprilie. Prima, din 1 aprilie 2000, a fost Google MentalPlex, care presupunea utilizarea puterii mentale pentru a căuta pe web. În 2007, Google a anunțat un serviciu de internet gratuit numit TiSP, sau Furnizorul de Servicii de Internet pentru Toaletă, în care utilizatorii obțineau o conexiune prin scufundarea un capăt al unui cablu de fibră optică în toaletă.
Serviciile Google conțin easter eggs, cum ar fi "Bork bork bork" al Șefului suedez de bucătărie, Pig Latin, "Hacker" sau leetspeak, Elmer Fudd, Pirat și Klingon ca selecții de limbă pentru motorul său de căutare. Atunci când cauți cuvântul "anagramă", care înseamnă o rearanjare a literelor dintr-un cuvânt pentru a forma alte cuvinte valide, funcția de sugestii a Google afișează "Vrei să spui: nag a ram?" Din 2019, Google organizează cursuri online gratuite pentru a ajuta inginerii să învețe cum să planifice și să redacteze mai bine documentația tehnică.

### Cultura la locul de muncă

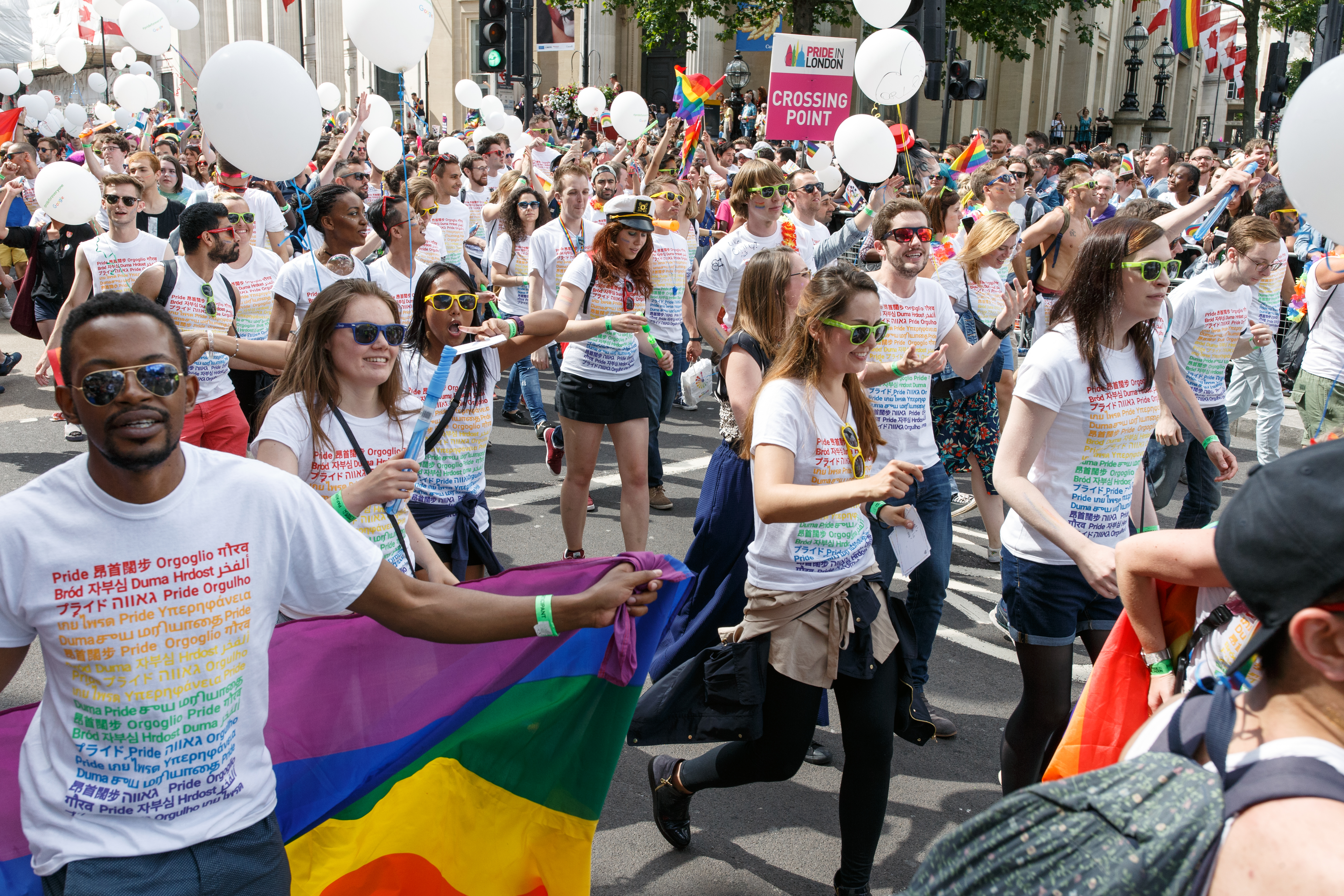
Angajații Google au defilat la parada Pride din Londra în 2016

Pe lista revistei Fortune cu cele mai bune companii la care să lucrezi, Google a ocupat primul loc în 2007, 2008 și 2012, și al patrulea loc în 2009 și 2010. De asemenea, în 2010, Google a fost nominalizată să fie cea mai atractivă companie pentru absolvenții care își caută un loc de muncă în Universum Communications talent attraction index.
La 30 septembrie 2020, Alphabet Inc. avea 132,121 de angajați, dintre care mai mult de 100,000 lucrau pentru Google. Raportul de diversitate al Google din 2020 indică faptul că 32% din forța sa de muncă sunt femei și 68% sunt bărbați, iar etnia predominantă a forței sale de muncă este albă (51.7%) și asiatică (41.9%). În cadrul rolurilor tehnice, 23.6% erau femei, iar 26.7% din rolurile de conducere erau ocupate de femei. În plus față de cei peste 100,000 de angajați cu normă întreagă, Google avea aproximativ 121,000 de lucrători temporari și subcontractanți, până în martie 2019.
Angajații Google sunt angajați în funcție de un sistem ierarhic. Aceștia sunt împărțiți în șase ierarhii bazate pe experiență și pot varia „de la muncitori la centre de date la nivelul unu, până la manageri și ingineri experimentați la nivelul șase”. Ca tehnică de motivație, Google folosește o politică cunoscută sub numele de Timp de Inovare Liber, unde inginerii Google sunt încurajați să-și petreacă 20% din timpul lor de lucru pe proiecte care îi interesează. Unele dintre serviciile Google, cum ar fi Gmail, Google News, Orkut și AdSense, au avut originea în aceste eforturi independente. Într-o prezentare la Universitatea Stanford, Marissa Mayer, vicepreședintele Google pentru Produse de Căutare și Experiența Utilizatorului până în iulie 2012, a arătat că jumătate dintre toate lansările de produse noi în a doua jumătate a anului 2005 au avut originea în programul Timpul de Inovare Liber.
În anul 2005, articolele din The New York Times și alte surse au început să sugereze că Google și-a pierdut filozofia anti-corporatistă. Într-un efort de a menține cultura unică a companiei, Google a desemnat un Ofițer Principal de Cultură, ale cărui scop era să dezvolte și să mențină cultura și să lucreze la modalități de a rămâne fideli valorilor de bază pe care compania a fost fondată. Google s-a confruntat și cu acuzații de sexism de la foști angajați. În 2013, a fost intentat un proces colectiv împotriva mai multor companii din Silicon Valley, inclusiv Google, pentru presupuse acorduri de "nici un apel rece" care restrângeau recrutarea angajaților din domeniul tehnologiei de vârf. Într-un proces intentat la 8 ianuarie 2018, mai mulți angajați și solicitanți de locuri de muncă au pretins că Google a discriminat o clasă definită de "opiniile politice conservatoare, genul masculin și/sau rasa caucaziană sau asiatică".
Pe 25 ianuarie 2020, s-a anunțat formarea unei uniuni internaționale a lucrătorilor de la Google, Alpha Global. Coaliția este formată din "13 sindicate diferite care reprezintă lucrătorii din 10 țări, inclusiv Statele Unite, Regatul Unit și Elveția." Grupul este afiliat Uniunii Globale UNI, care reprezintă aproape 20 de milioane de lucrători internaționali din diverse sindicate și federații. Formarea uniunii este un răspuns la acuzațiile persistente de tratament necorespunzător al angajaților de la Google și la o cultură toxică la locul de muncă. Google fusese anterior acuzat de supravegherea și concedierea angajaților suspectați de organizarea unei uniuni a lucrătorilor.

### Locații de birouri

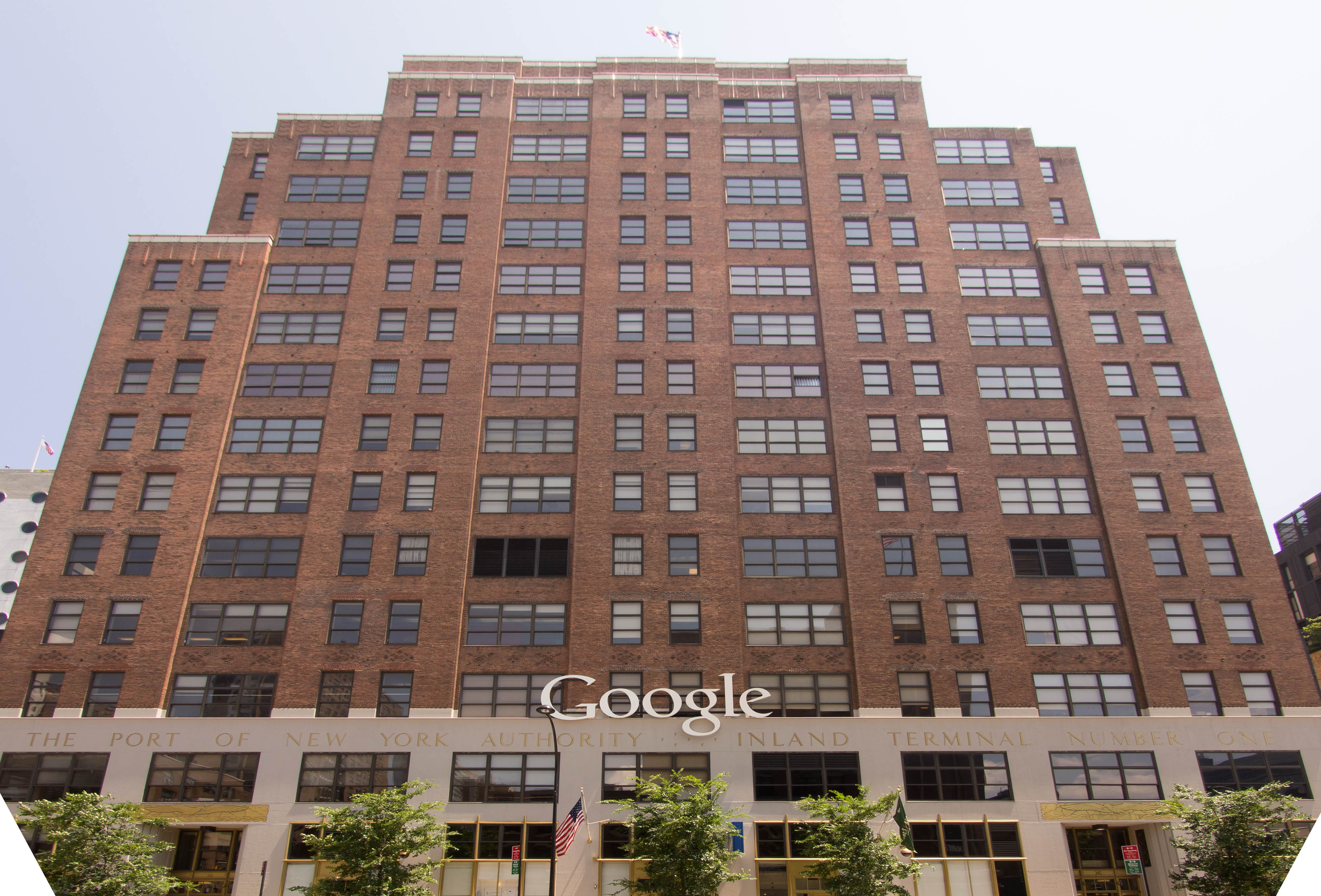
Clădirea de birouri Google din New York

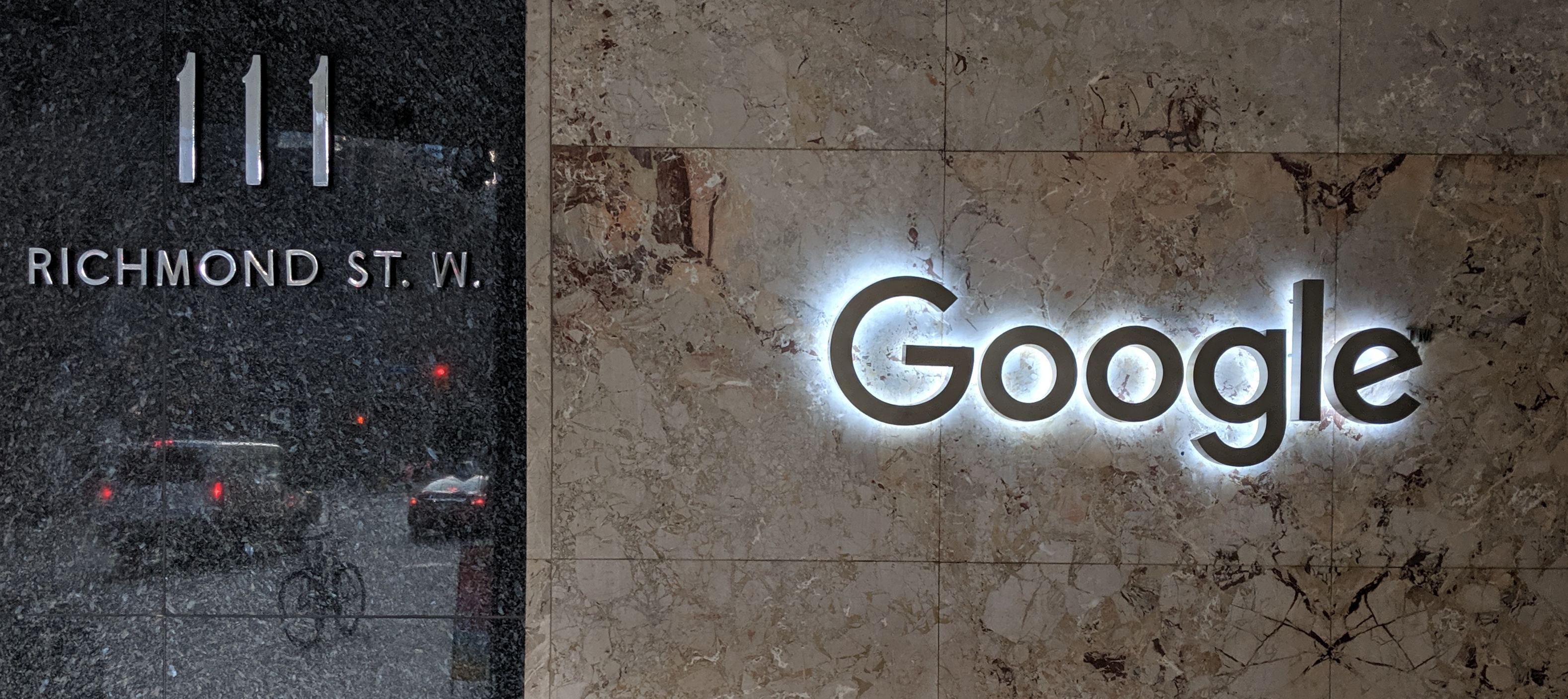
Biroul Google din Toronto

Sediul central al Google din Mountain View, California, este denumit "Googleplex".   La nivel internațional, Google are peste 78 de birouri în peste 50 de țări.
În 2006, Google s-a mutat în aproximativ 300.000 de metri pătrați (27.900 m2) de spațiu de birouri la 111 Eighth Avenue în Manhattan, New York City. Biroul a fost proiectat și construit special pentru Google și găzduiește cea mai mare echipă de vânzări de publicitate a companiei. În 2010, Google a cumpărat clădirea care găzduiește sediul, într-o tranzacție evaluată la aproximativ 1,9 miliarde de dolari. În martie 2018, compania-mamă a Google, Alphabet, a cumpărat clădirea de lângă, Chelsea Market, pentru 2,4 miliarde de dolari. Vânzarea este promovată ca una dintre cele mai scumpe tranzacții imobiliare pentru o singură clădire din istoria New York-ului. În noiembrie 2018, Google a anunțat planul său de a-și extinde biroul din New York City până la o capacitate de 12.000 de angajați. În aceeași lună decembrie, s-a anunțat că va fi construit un sediu de 1 miliard de dolari, cu o suprafață de 1.700.000 de metri pătrați (160.000 m2) pentru Google în cartierul Hudson Square din Manhattan. Denumit Google Hudson Square, noul campus este proiectat să dubleze numărul de angajați Google care lucrează în New York City.

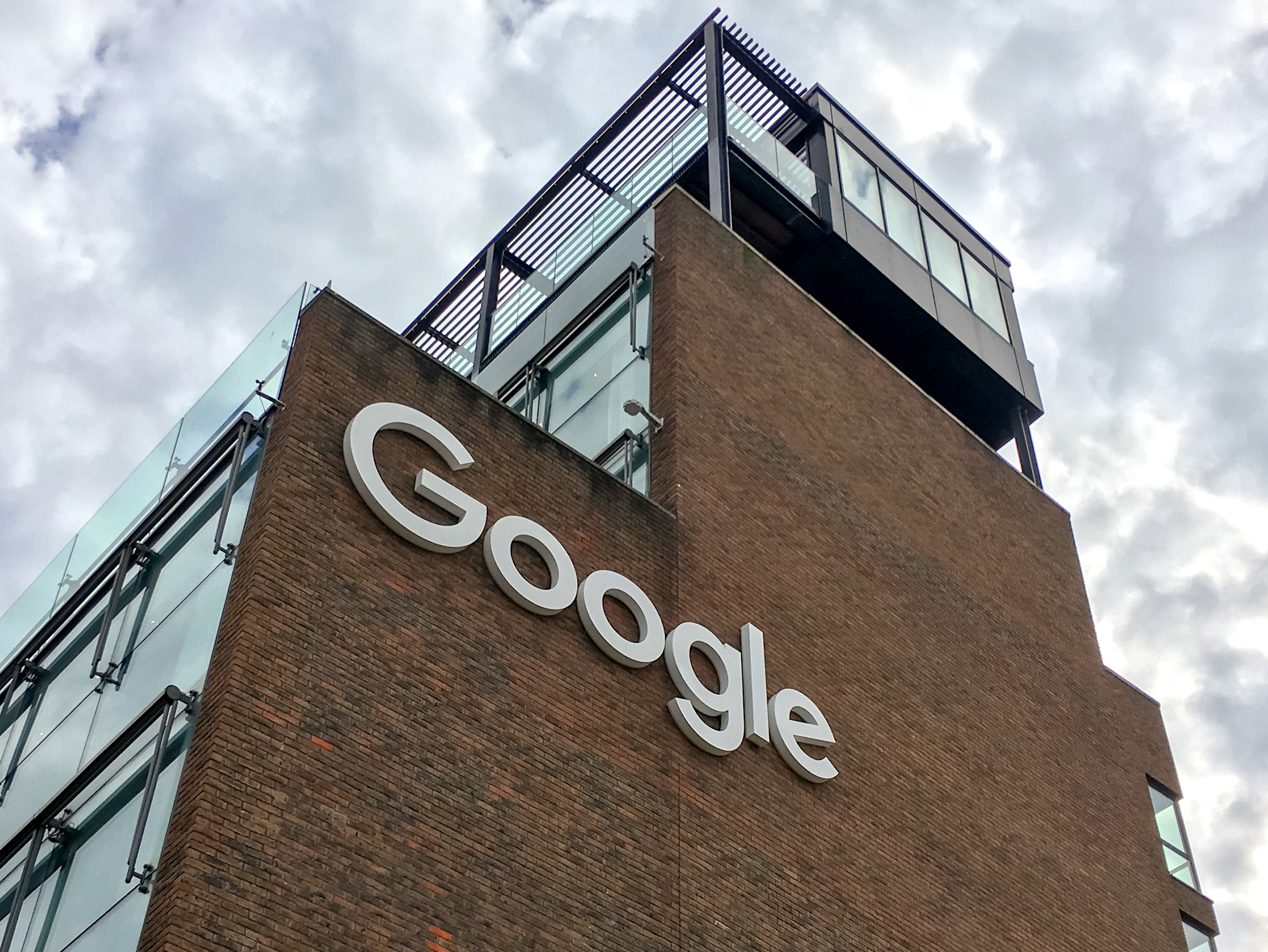
Biroul Google din Dublin, Irlanda

Până la sfârșitul anului 2006, Google a stabilit un nou sediu pentru divizia sa AdWords în Ann Arbor, Michigan. În noiembrie 2006, Google a deschis birouri pe campusul Carnegie Mellon din Pittsburgh, concentrându-se pe codificarea publicității legate de cumpărături și pe aplicații și programe pentru smartphone-uri. Alte locații de birouri din SUA includ Atlanta, Georgia; Austin, Texas; Boulder, Colorado; Cambridge, Massachusetts; San Francisco, California; Seattle, Washington; Kirkland, Washington; Birmingham, Michigan; Reston, Virginia; Washington, D.C., și Madison, Wisconsin.
Google are, de asemenea, operațiuni de cercetare și dezvoltare a produselor în orașe din întreaga lume, în special Sydney (locul de naștere al Google Maps) și Londra (parte a dezvoltării Android). În noiembrie 2013, Google a anunțat planurile pentru un nou sediu în Londra, un birou de 1 milion de metri pătrați care poate găzdui 4.500 de angajați. Recunoscut ca una dintre cele mai mari achiziții comerciale din momentul anunțului tranzacției în ianuarie, Google a depus planurile pentru noul sediu la Consiliul Camden în iunie 2017. În mai 2015, Google a anunțat intenția sa de a crea propriul campus în Hyderabad, India. Noul campus, raportat ca fiind cel mai mare al companiei în afara Statelor Unite, va găzdui 13.000 de angajați.

### America de Nord
| SN  | Oraș                    | Țara sau statul      |
| --- | ----------------------- | -------------------- |
| 1.  | Ann Arbor               | Michigan             |
| 2.  | Atlanta                 | Georgia              |
| 3.  | Austin                  | Texas                |
| 4.  | Boulder                 | Colorado             |
| 5.  | Boulder – Pearl Place   | Colorado             |
| 6.  | Boulder – Walnut        | Colorado             |
| 7.  | Cambridge               | Massachusetts        |
| 8.  | Chapel Hill             | North Carolina       |
| 9.  | Chicago – Carpenter     | Illinois             |
| 10. | Chicago – Fulton Market | Illinois             |
| 11. | Detroit                 | Michigan             |
| 12. | Irvine                  | California           |
| 13. | Kirkland                | Washington           |
| 14. | Kitchener               | Canada               |
| 15. | Los Angeles             | California           |
| 16. | Madison                 | Wisconsin            |
| 17. | Miami                   | Florida              |
| 18. | Montreal                | Canada               |
| 19. | Mountain View           | California           |
| 20. | New York                | New York             |
| 21. | Pittsburgh              | Pennsylvania         |
| 22. | Playa Vista             | California           |
| 23. | Portland                | Oregon               |
| 24. | Redwood City            | California           |
| 25. | Reston                  | Virginia             |
| 26. | San Bruno               | California           |
| 27. | San Diego               | California           |
| 28. | San Francisco – HQ      | California           |
| 29. | Seattle                 | Washington           |
| 30. | Sunnyvale               | California           |
| 31. | Toronto                 | Canada               |
| 32. | Washington DC           | District of Columbia |

### America Latină
| SN | Oraș           | Țară      |
| -- | -------------- | --------- |
| 1. | Belo Horizonte | Brazilia  |
| 2. | Bogotá         | Columbia  |
| 3. | Buenos Aires   | Argentina |
| 4. | Mexico City    | Mexic     |
| 5. | Santiago       | Chile     |
| 6. | São Paulo      | Brazilia  |

### Europa
| SN  | Oraș         | Țară          |
| --- | ------------ | ------------- |
| 1.  | Aarhus       | Danemarca     |
| 2.  | Amsterdam    | Țările de Jos |
| 3.  | Athens       | Grecia        |
| 4.  | Berlin       | Germania      |
| 5.  | Brussels     | Belgia        |
| 6.  | Copenhagen   | Danemarca     |
| 7.  | Dublin       | Irlanda       |
| 8.  | Hamburg      | Germania      |
| 9.  | Lisbon       | Portugalia    |
| 10. | London – 6PS | Regatul Unit  |
| 11. | London – BEL | Regatul Unit  |
| 12. | London – CSG | Regatul Unit  |
| 13. | Madrid       | Spania        |
| 14. | Milan        | Italia        |
| 15. | Moscow       | Rusia         |
| 16. | Munich       | Germania      |
| 17. | Oslo         | Norvegia      |
| 18. | Paris        | Franța        |
| 19. | Prague       | Cehia         |
| 20. | Stockholm    | Suedia        |
| 21. | Vienna       | Austria       |
| 22. | Warsaw       | Polonia       |
| 23. | Wrocław      | Polonia       |
| 24. | Zürich – BRA | Elveția       |
| 25. | Zürich – EUR | Elveția       |

### Asia și Pacific
| SN  | Oraș         | Țară             |
| --- | ------------ | ---------------- |
| 1.  | Auckland     | Noua Zeelandă    |
| 2.  | Bangalore    | India            |
| 3.  | Bangkok      | Thailanda        |
| 4.  | Beijing      | China            |
| 5.  | Guangzhou    | China            |
| 6.  | Gurgaon      | India            |
| 7.  | Hong Kong    | Hong Kong, China |
| 8.  | Hyderabad    | India            |
| 9.  | Jakarta      | Indonezia        |
| 10. | Kuala Lumpur | Malaysia         |
| 11. | Manila       | Filipine         |
| 12. | Melbourne    | Australia        |
| 13. | Mumbai       | India            |
| 14. | Seoul        | Coreea de Sud    |
| 15. | Shanghai     | China            |
| 16. | Singapore    | Singapore        |
| 17. | Sydney       | Australia        |
| 18. | Taipei       | Taiwan           |
| 19. | Tokyo – RPG  | Japonia          |
| 20. | Tokyo – STRM | Japonia          |

### Africa și Orientul Mijlociu
| SN | City         | Country               |
| -- | ------------ | --------------------- |
| 1. | Dubai        | Emiratele Arabe Unite |
| 2. | Haifa        | Israel                |
| 3. | Istanbul     | Turcia                |
| 4. | Johannesburg | Africa de Sud         |
| 5. | Tel Aviv     | Israel                |

### Infrastructură
Google are centre de date în America de Nord și de Sud, Asia și Europa. Nu există date oficiale despre numărul de servere din centrele de date Google; totuși, firma de cercetare și consultanță Gartner a estimat într-un raport din iulie 2016 că Google avea la acea vreme 2,5 milioane de servere. Tradițional, Google s-a bazat pe calcul paralel pe hardware de uz general, cum ar fi computerele x86 obișnuit.  În 2005, a început să-și dezvolte propriile designuri, care au fost dezvăluite abia în 2009.
Google a construit propriile cabluri de comunicații submarine private. Primul cablu, numit Curie, conectează California cu Chile și a fost finalizat pe 15 noiembrie 2019. Al doilea cablu complet deținut de Google subacvatic, numit Dunant, conectează Statele Unite cu Franța și este planificat să înceapă operațiunile în 2020. Al treilea cablu submarin al Google, Equiano, va conecta Lisabona, Portugalia cu Lagos, Nigeria și Cape Town, Africa de Sud. Cel de-al patrulea cablu al companiei, numit Grace Hopper, conectează puncte de aterizare din New York, SUA, Bude, Marea Britanie și Bilbao, Spania, și a devenit operațional în 2022.

### Mediu Înconjurător
În octombrie 2006, compania a anunțat planuri de instalare a mii de panouri solare pentru a furniza până la 1,6 megawați de electricitate, suficient pentru a satisface aproximativ 30% din nevoile energetice ale campusului. Sistemul este cea mai mare stație de energie fotovoltaică pe acoperiș construită pe un campus corporativ din SUA. Din anul 2007, Google vizează neutralitatea carbonului în ceea ce privește operațiunile sale.
În luna septembrie a anului 2011, Google a dezvăluit că "folosește suficientă energie electrică pentru a alimenta 200.000 de locuințe", aproximativ 260 de milioane de wați sau aproximativ un sfert din producția unei centrale nucleare. Emisiile totale de carbon pentru 2010 au fost puțin sub 1,5 milioane de tone metrice, în mare parte datorită combustibililor fosili care furnizează electricitate pentru centrele de date. Google a declarat că 25% din energia sa a fost furnizată de surse regenerabile în anul 2010. 
În anul 2010, Google Energy și-a făcut prima investiție într-un proiect de energie regenerabilă, injectând 38,8 milioane de dolari în două ferme eoliene din Dakota de Nord. Compania a anunțat că cele două locații vor genera 169,5 megawați de energie, suficientă pentru a alimenta 55.000 de case. În luna februarie a anului 2010, Comisia Federală pentru Energie Regulată a acordat Google o autorizație de a cumpăra și vinde energie la tarife de piață.
În luna iulie a anului 2010, Google a semnat un acord cu o fermă eoliană din Iowa pentru a cumpăra 114 megawați de energie pentru o perioadă de 20 de ani.
În luna decembrie a anului 2016, Google a anunțat că, începând din anul 2017, va achiziționa suficientă energie regenerabilă pentru a echivala cu 100% din consumul său de energie al centrelor de date și birourilor.
În noiembrie 2017, Google a achiziționat 536 de megawați de energie eoliană. Această achiziție a făcut ca firma să atingă 100% energie regenerabilă. Energiea eoliană provine de la două centrale electrice din Dakota de Sud, una din Iowa și una din Oklahoma. În septembrie 2019, directorul executiv al Google a anunțat planuri pentru o investiție de 2 miliarde de dolari în energie eoliană și solară, cea mai mare afacere cu energie regenerabilă din istoria corporativă. Acest lucru va crește profilul lor de energie verde cu 40%, oferindu-le o energie curată suplimentară de 1,6 gigawați, a declarat compania.

### Filantropie
În 2004, Google a format organizația non-profit filantropică Google.org, cu un fond de pornire de 1 miliard de dolari. Misiunea organizației este de a crea conștientizare despre schimbările climatice, sănătatea publică globală și sărăcia globală. Unul dintre primele sale proiecte a fost dezvoltarea unui vehicul electric hibrid cu priză viabil, care poate atinge 100 de mile pe galon. Google l-a angajat pe Larry Brilliant ca director executiv al programului în 2004, iar de atunci Megan Smith l-a înlocuit în funcție.
În martie 2007, în parteneriat cu Institutul de Cercetări în Științele Matematice (MSRI), Google a găzduit primul Festival de Matematică Julia Robinson la sediul său din Mountain View. În 2011, Google a donat 1 milion de euro la Olimpiada Internațională de Matematică pentru a susține următoarele cinci ediții anuale ale Olimpiadei Internaționale de Matematică (2011–2015). În iulie 2012, Google a lansat o campanie "Legalize Love" în sprijinul drepturilor persoanelor LGBT.
În 2008, Google a anunțat "proiectul 10100", care a acceptat idei despre cum să ajute comunitatea și apoi a permis utilizatorilor Google să voteze favoritele lor. După doi ani fără actualizări, în timpul cărora mulți se întrebau ce s-a întâmplat cu programul, Google a dezvăluit câștigătorii proiectului, oferind un total de zece milioane de dolari pentru diverse idei, de la organizații non-profit care promovează educația la un site web care intenționează să facă publice și online toate documentele legale.
Răspunzând crizei umanitare după invazia Rusiei în Ucraina din 2022, Google a anunțat o donație de 15 milioane de dolari pentru a susține cetățenii ucraineni. Compania a decis, de asemenea, să transforme biroul său din Varșovia într-un centru de ajutor pentru refugiați.
De asemenea, în februarie 2022, Google a anunțat un fond de 100 de milioane de dolari pentru a extinde formarea în domeniul competențelor și plasarea în locuri de muncă pentru americani cu venituri mici, în colaborare cu organizațiile non-profit Year Up, Social Finance și Merit America.

## Controverse și critici

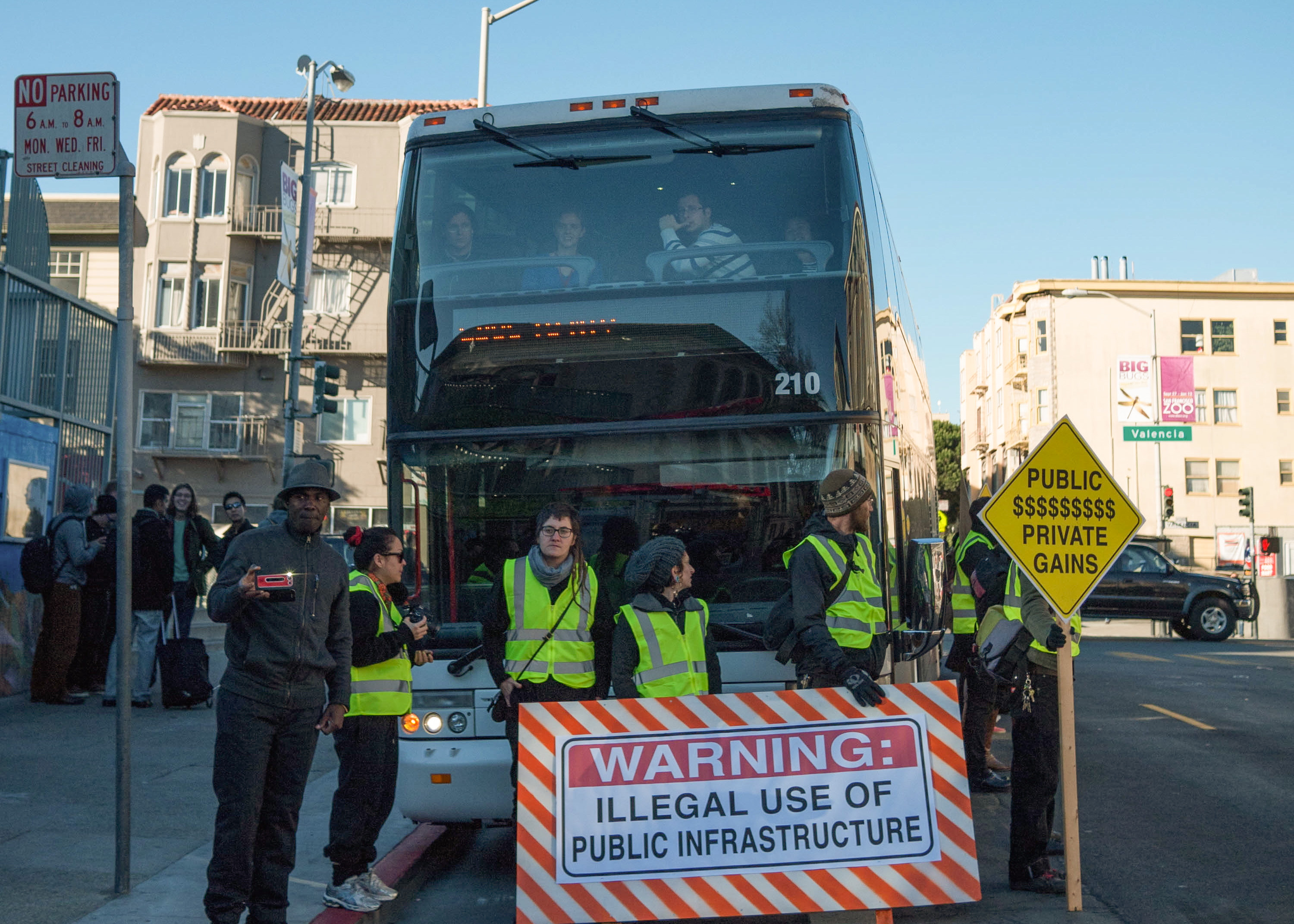
Activiștii din San Francisco protestează împotriva autobuzelor private de navetă deținute de companii care transportă angajații pentru companii de tehnologie precum Google.

Compania Google a fost criticată pentru probleme precum evitarea agresivă a taxelor, neutralitatea căutărilor, drepturile de autor, cenzura rezultatelor căutării și a conținutului și confidențialitatea.
Alte critici includ presupusa utilizare greșită și manipulare a rezultatelor căutărilor, utilizarea proprietății intelectuale a altor persoane, preocupările că compilarea datelor sale ar putea încălca confidențialitatea oamenilor și consumul de energie al serverelor sale, precum și preocupări legate de problemele tradiționale de afaceri cum ar fi monopolul, restricționarea comerțului.
Google a respectat anterior politicile de cenzură pe internet ale Republicii Populare Chineze, impuse prin intermediul filtrelor cunoscute coloquial sub numele de "Marele Zid Chinezesc", dar nu mai face acest lucru. Ca rezultat, toate serviciile Google, cu excepția Google Maps chinez, sunt blocate în China.

### 2018
În luna iulie a anului 2018, Chris Peterson, manager de program la Mozilla, a acuzat Google că încetinește intenționat performanța YouTube pe browser-ul Firefox.
În august 2018, The Intercept a raportat că Google dezvoltă pentru Republica Populară Chineză o versiune cenzurată a motorului său de căutare (cunoscută sub numele de Dragonfly) "care va pune pe lista neagră site-uri web și termeni de căutare despre drepturile omului, democrație, religie și proteste pașnice". Cu toate acestea, proiectul a fost întârziat din cauza preocupărilor legate de confidențialitate.

### 2019
În 2019, s-a format un centru pentru criticii Google dedicați abținerii de la utilizarea produselor Google în comunitatea online Reddit /r/degoogle. Campania DeGoogle continuă să crească, pe măsură ce activiștii pentru confidențialitate pun în evidență informații despre produsele Google și încălcarea asociată a drepturilor la confidențialitate personală de către companie.

### 2022
Într-o hotărâre a Consiliului Național pentru Relații de Muncă din 2022, documentele judecătorești sugerau că Google a sponsorizat un proiect secret, numit Proiectul Vivian, pentru a consilia angajații săi și pentru a-i descuraja să formeze sindicate.

### 2023
Pe 1 mai 2023, Google a plasat un anunț împotriva proiectului de lege anti-dezinformare brazilian, Proiectul de Lege nr. 2630, care urma să fie aprobat, pe pagina sa de căutare din Brazilia, îndemnând utilizatorii săi să îi solicite reprezentanților congresului să se opună legislației. Guvernul și justiția țării au acuzat compania de interferență nejustificată în dezbaterea parlamentară, spunând că ar putea constitui abuz de putere economică și ordonând companiei să schimbe anunțul în termen de două ore de la notificare sau să se confrunte cu amenzi de 1 milion de R$ (2023) (185.528,76 $ SUA) pentru fiecare oră de neconformitate. Compania a eliminat imediat anunțul.

### Confidențialitate

#### Uniunea Europeană

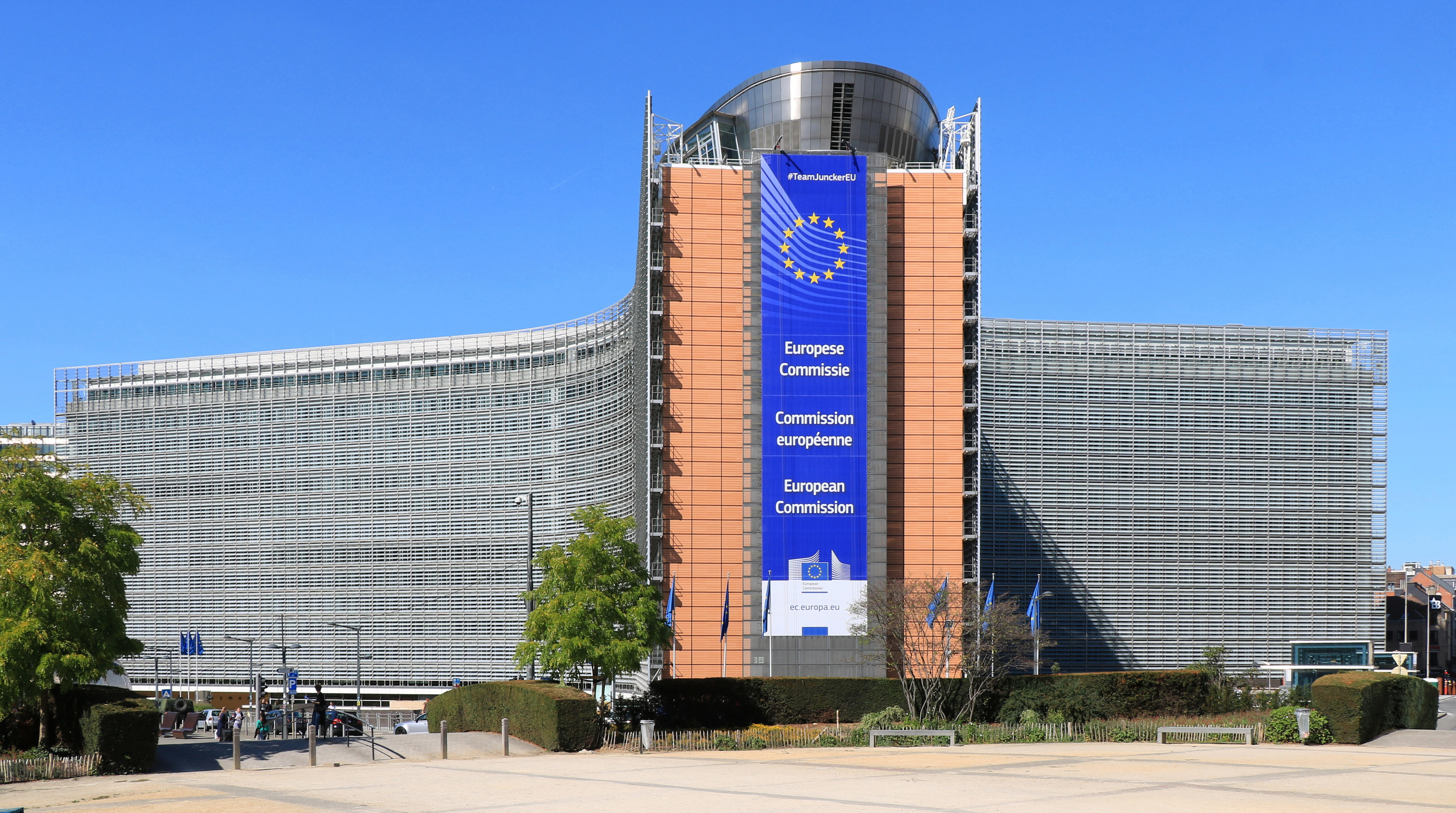
Comisia Europeană, care a impus trei amenzi Google în 2017, 2018 și 2019.

Pe 27 iunie 2017, compania a primit o amendă record de 2,42 miliarde de euro din partea Uniunii Europene pentru "promovarea propriului său serviciu de comparație a cumpărăturilor în partea de sus a rezultatelor căutării".
Pe 18 iulie 2018, Comisia Europeană a amendat Google cu 4,34 miliarde de euro pentru încălcarea regulilor antitrust ale UE. Abuzul de poziție dominantă a fost denumit constrângerea aplicată de Google producătorilor de dispozitive Android și operatorilor de rețea pentru a se asigura că traficul pe dispozitivele Android se îndreaptă către motorul de căutare Google. Pe 9 octombrie 2018, Google a confirmat că a contestat amenda la Curtea Generală a Uniunii Europene.

### Franța
Pe 21 ianuarie 2019, organismul de reglementare francez pentru protecția datelor CNIL a impus o amendă record de 50 de milioane de euro Google pentru încălcarea Regulamentului General privind Protecția Datelor al Uniunii Europene. Decizia susținea că Google nu a informat suficient utilizatorii cu privire la metodele sale de colectare a datelor pentru personalizarea publicității. Google a emis o declarație afirmând că este "profund angajat" față de transparență și că "studiază decizia" înainte de a-și determina răspunsul.
Pe 6 ianuarie 2022, organismul de reglementare francez pentru protecția datelor, CNIL, a amendat Google, deținut de Alphabet, cu 150 de milioane de euro (169 de milioane de dolari SUA) pentru că nu permite utilizatorilor săi de internet o refuzare ușoară a cookie-urilor, împreună cu Facebook.
Pe 20 martie 2024, Google a primit o amendă de aproximativ 270 de milioane de dolari de la autoritățile franceze pentru utilizarea conținutului din sursele de știri din Franța fără o divulgare adecvată pentru a-și antrena IA, Bard, acum redenumit Gemini, încălcând o angajare anterioară de a negocia utilizarea conținutului în mod transparent și corect.

### Statele Unite Ale Americii
După audierile Congresului SUA din iulie 2020 și un raport al Subcomitetului Antitrust al Camerei Reprezentanților SUA publicat la începutul lunii octombrie, Departamentul de Justiție al Statelor Unite a depus o acțiune antitrust împotriva Google la 20 octombrie 2020, afirmând că a menținut ilegal poziția sa de monopol în căutarea web și publicitatea în căutare. Acțiunea legală a susținut că Google a folosit un comportament anticoncurențial prin plata către Apple Inc. între 8 și 12 miliarde de dolari pentru a fi motorul de căutare implicit pe iPhone-uri. Mai târziu în aceeași lună, atât Facebook, cât și Alphabet au fost de acord să "colaboreze și să se ajute reciproc" în fața investigației privind practicile lor de publicitate online. În 2023, Google a fost dată în judecată din nou pentru monopolizarea ilegală a pieței de tehnologie publicitară.

### Proces pentru navigare privată
În iunie 2020, la începutul lunii, un proces colectiv de 5 miliarde de dolari a fost depus împotriva Google de către un grup de consumatori, care susțineau că modul de navigare Incognito al Chrome încă le colectează istoricul utilizatorilor. Procesul a devenit cunoscut în martie 2021, când un judecător federal a respins cererea Google de respingere a cazului, hotărând că trebuie să facă față acuzațiilor grupului. Reuters a raportat că procesul susținea că CEO-ul Google, Sundar Pichai, a încercat să mențină utilizatorii neștiutori cu privire la această problemă.
În aprilie 2024, s-a anunțat că Google a fost de acord să rezolve acest proces. În conformitate cu termenii acordului, Google a fost de acord să distrugă miliarde de înregistrări de date pentru a soluționa un proces care susținea că a urmărit în secret utilizarea internetului a persoanelor care credeau că navighează în mod privat.

### Proces pentru discriminare de gen
În 2017, trei femei au dat în judecată Google, acuzând compania că încalcă Legea egalității de remunerare din California prin subplata angajatelor sale feminine. Procesul a citat o discrepanță salarială de aproximativ 17.000 de dolari și că Google bloca femeile în trasee de carieră inferioare, ceea ce ducea la salarii și bonusuri mai mici. În iunie 2022, Google a fost de acord să plătească un acord de 118 milioane de dolari pentru 15.550 de angajate feminine care lucrau în California începând din 2013. Ca parte a acordului, Google a fost de acord să angajeze o terță parte pentru a analiza practicile sale de recrutare și compensare.

### Contracte guvernamentale din SUA
După apariția în mass-media a informațiilor despre PRISM, programul masiv de supraveghere electronică al NSA, în iunie 2013, mai multe companii de tehnologie au fost identificate ca participanți, inclusiv Google. Conform surselor anonime, Google s-a alăturat programului PRISM în 2009, iar YouTube în 2010.
Google a colaborat cu Departamentul Apărării al Statelor Unite pe software-ul pentru drone prin Proiectul Maven din 2017, care ar fi putut fi utilizat pentru îmbunătățirea preciziei loviturilor cu dronele. În aprilie 2018, mii de angajați Google, inclusiv ingineri seniori, au semnat o scrisoare prin care îl îndemnau pe CEO-ul Google, Sundar Pichai, să încheie acest contract controversat cu Pentagonul. Google în cele din urmă a decis să nu reînnoiască acest contract cu DoD, care urma să expire în 2019.